# Liste der Baudenkmäler in Zeil am Main
Auf dieser Seite sind die Baudenkmäler in der unterfränkischen Stadt Zeil am Main zusammengestellt. Diese Tabelle ist eine Teilliste der Liste der Baudenkmäler in Bayern. Grundlage ist die Bayerische Denkmalliste, die auf Basis des Bayerischen Denkmalschutzgesetzes vom 1. Oktober 1973 erstmals erstellt wurde und seither durch das Bayerische Landesamt für Denkmalpflege geführt wird. Die folgenden Angaben ersetzen nicht die rechtsverbindliche Auskunft der Denkmalschutzbehörde.
 Diese Liste gibt den Fortschreibungsstand vom 28. April 2022 wieder und enthält 120 Baudenkmäler.

## Ensembles

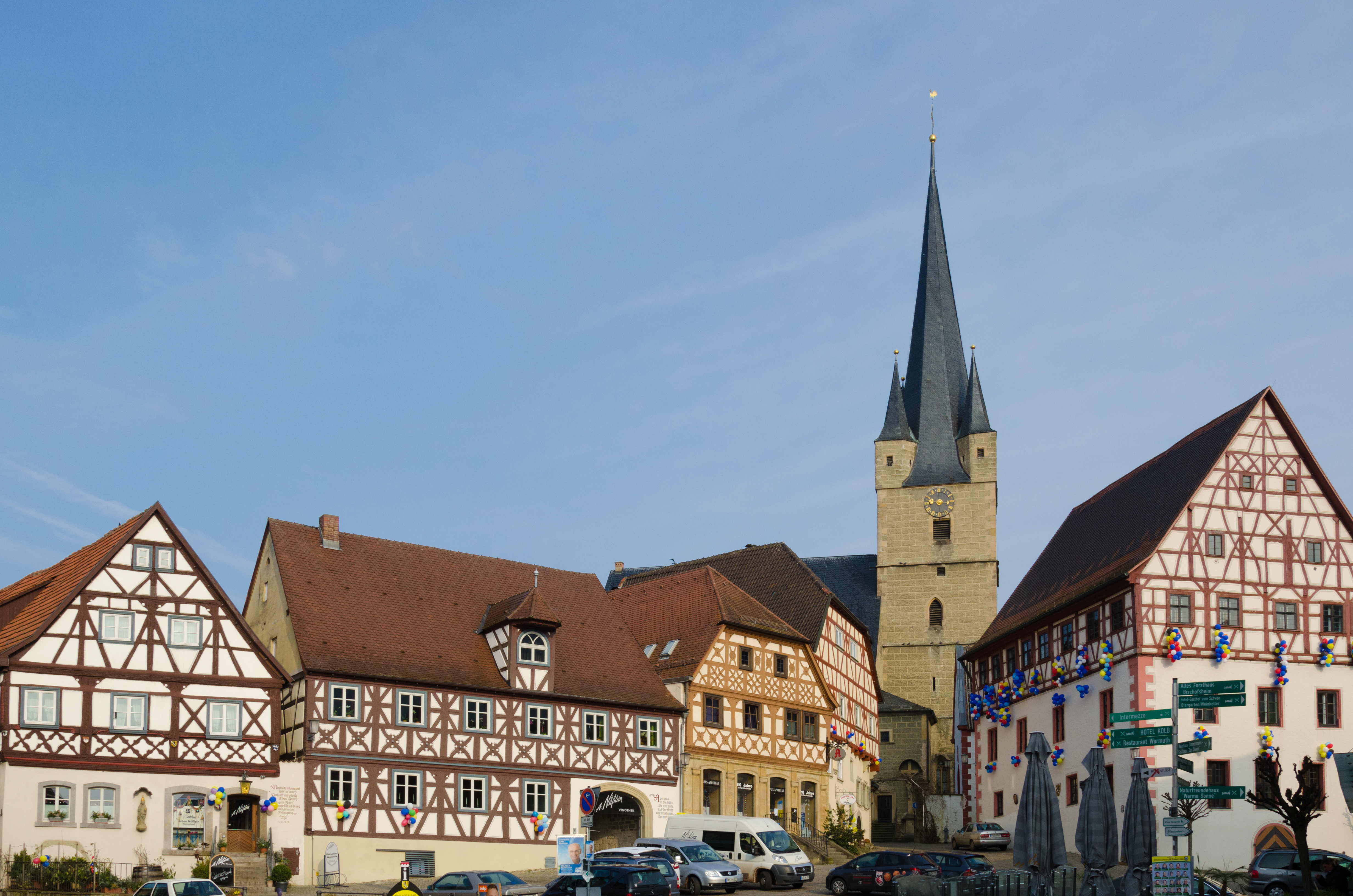
Marktplatz Zeil am Main von Westen, Aufnahme 2014

### Ensemble Altstadt Zeil am Main
Die am Fuße der Haßberge auf dem nach Süden gerichteten Talhang des Maines über der Niederung des Altachtales gelegene, 1383 erstmals erwähnte Stadt (Lage) hat einen ungefähr dreieckigen Grundriss mit weitgehend regelmäßiger Straßengliederung. Als Hauptachse durchzieht die abfallende Straße Würzburg–Bamberg von Nordwesten entlang der Oberen Torstraße nach Süden auf der Hauptstraße die Stadt. Im Zentrum öffnet sich der nördlich ansteigende Marktplatz. Hinter dem hier an beherrschender Position stehenden Rathaus schließt der Kirchplatz mit der Pfarrkirche an, der den Siedlungskern des Ortes bildet. Das ehemalige Jagdschloss der Bischöfe von Bamberg (Obere Torstraße 9) am Nordwestrand der Stadt, an der Stadtmauer, daneben der Obere Stadtturm und die durch ihre Lage besonders dominierende Pfarrkirche bestimmen das Stadtbild neben den zahlreichen Fachwerkbauten des 17./18. Jahrhundert Im Westen sind im 19. Jahrhundert künstlich bewässerte Nutzgärten im Vorfeld der Stadtmauer angelegt worden. Umgrenzung: Oberes Tor - Kaulberg – An der Mauer bis zur Altach – Altach bis zur Hauptstraße – Stadtmauer der Südwestseite (Stadtmauerweg) bis Obere Tor Straße 9. Aktennummer: E-6-74-221-1.

## Stadtbefestigung
Von der spätmittelalterlichen Stadtbefestigung mit Mauer, Türmen und Grabenbereichen sind längere Abschnitte erhalten. Aktennummern: D-6-74-221-1 und D-6-74-221-70.
Nördlicher Abschnitt von Oberem Tor zum Mühlbach.

| Lage                          | Objekt     | Beschreibung | Akten-Nr.     | Bild           |
| ----------------------------- | ---------- | --- | ------------- | -------------- |
| Obere Torstraße 16 (Standort) | Oberes Tor | Torturm der spätmittelalterlichen Stadtbefestigung, Sandsteinquader, 1425–1438, mit Zwiebelhaube, 18. Jahrhundert | D-6-74-221-58 | weitere Bilder |

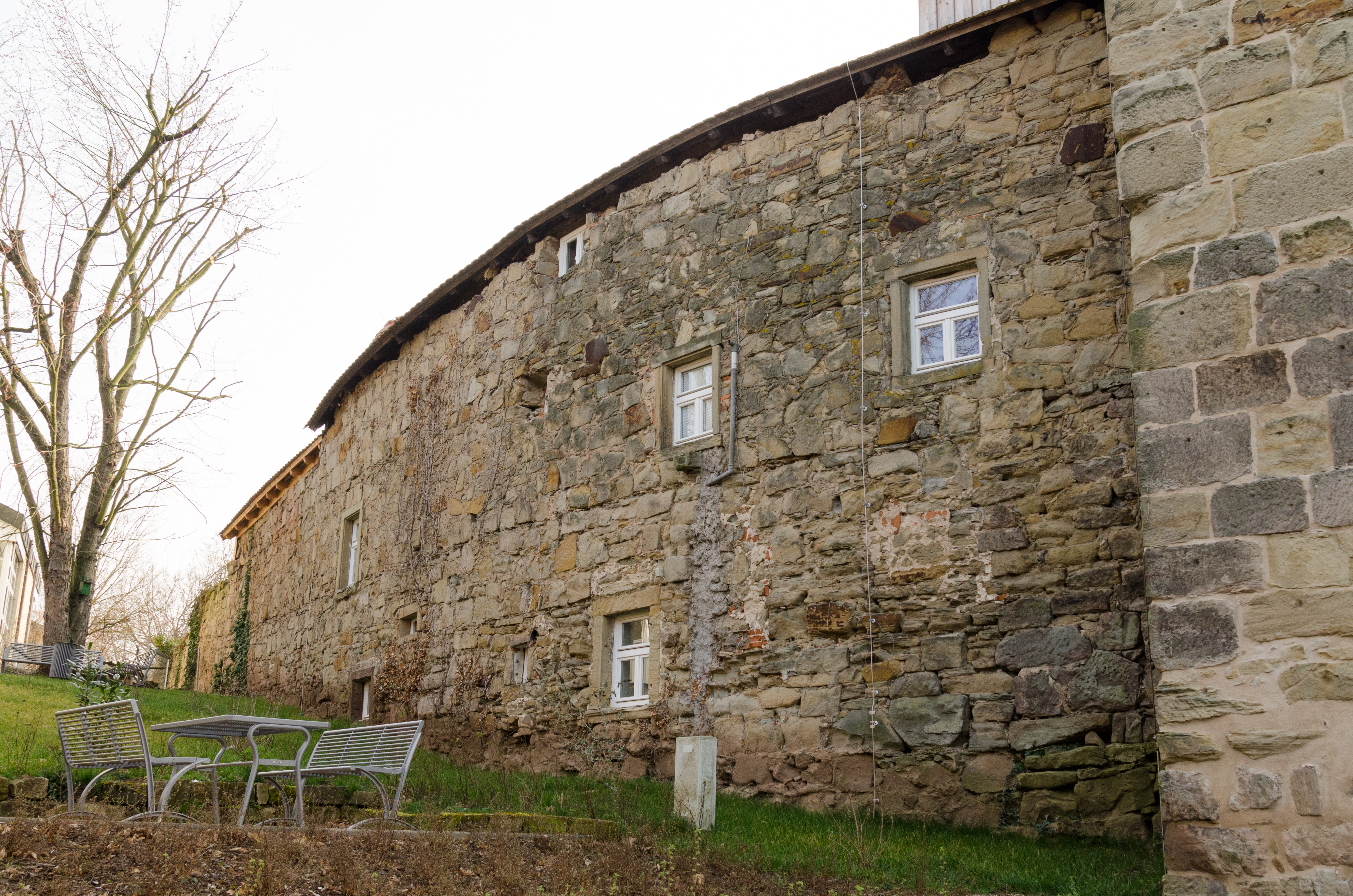
Oberer Torweg 14, Mauerzug, Feldseite von Westen
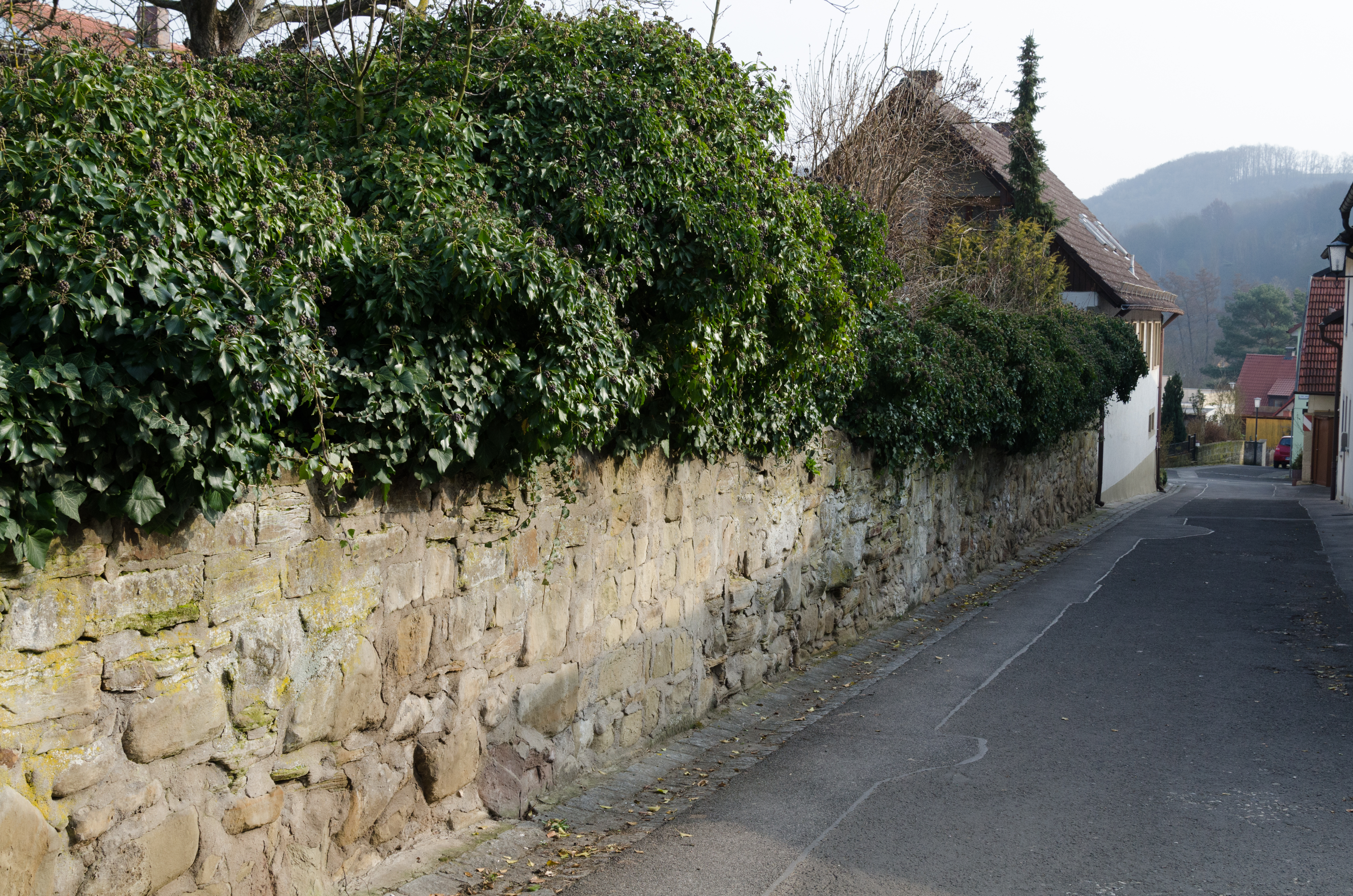
Kaulberg, Mauerzug, Stadtseite, von Süden

Östlicher Abschnitt entlang der Judengasse und Entenweidgasse, mit Resten des Wehrgangs entlang der Judengasse.

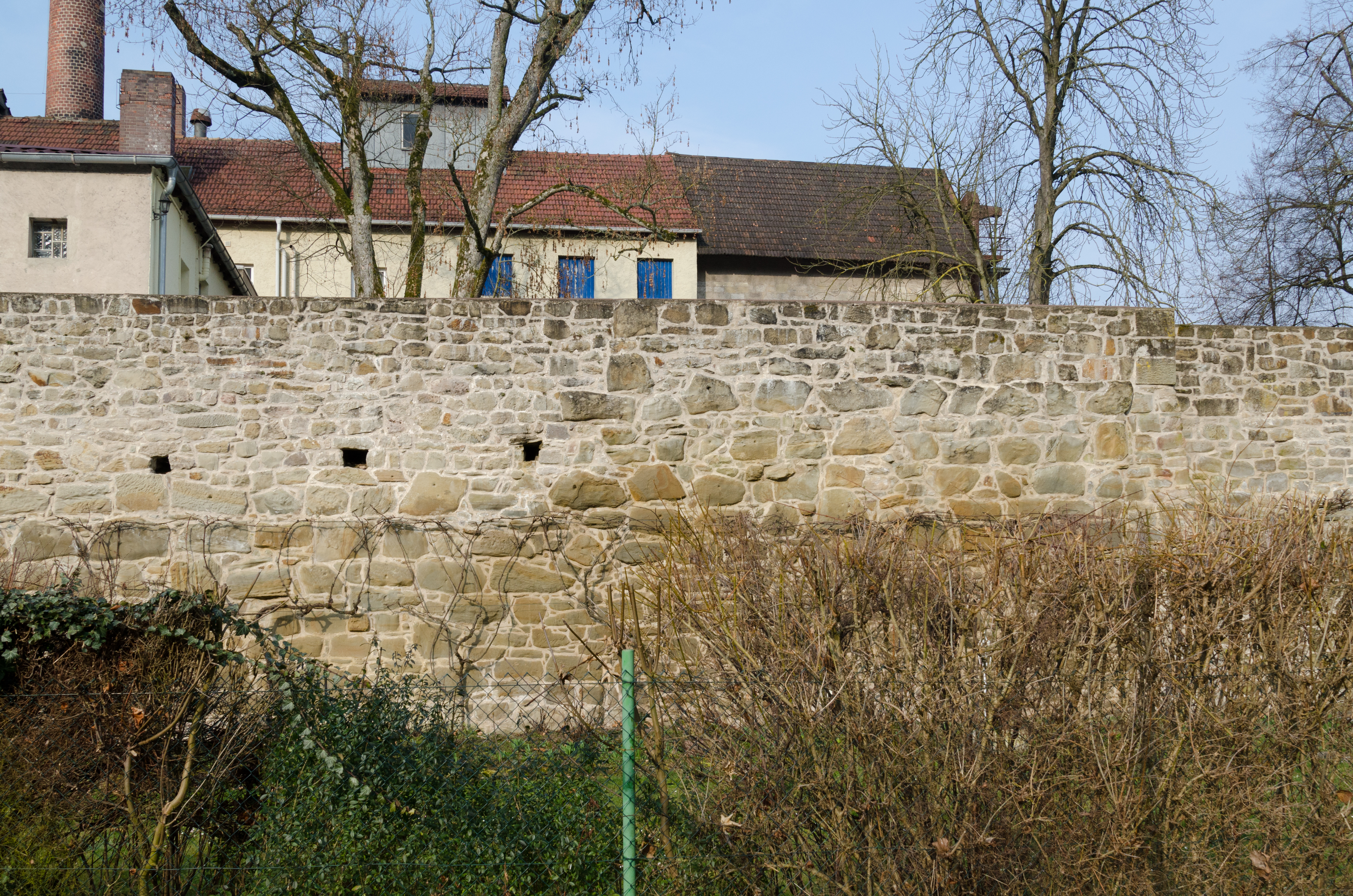
Speiersgasse 21, Mauerzug, Feldseite
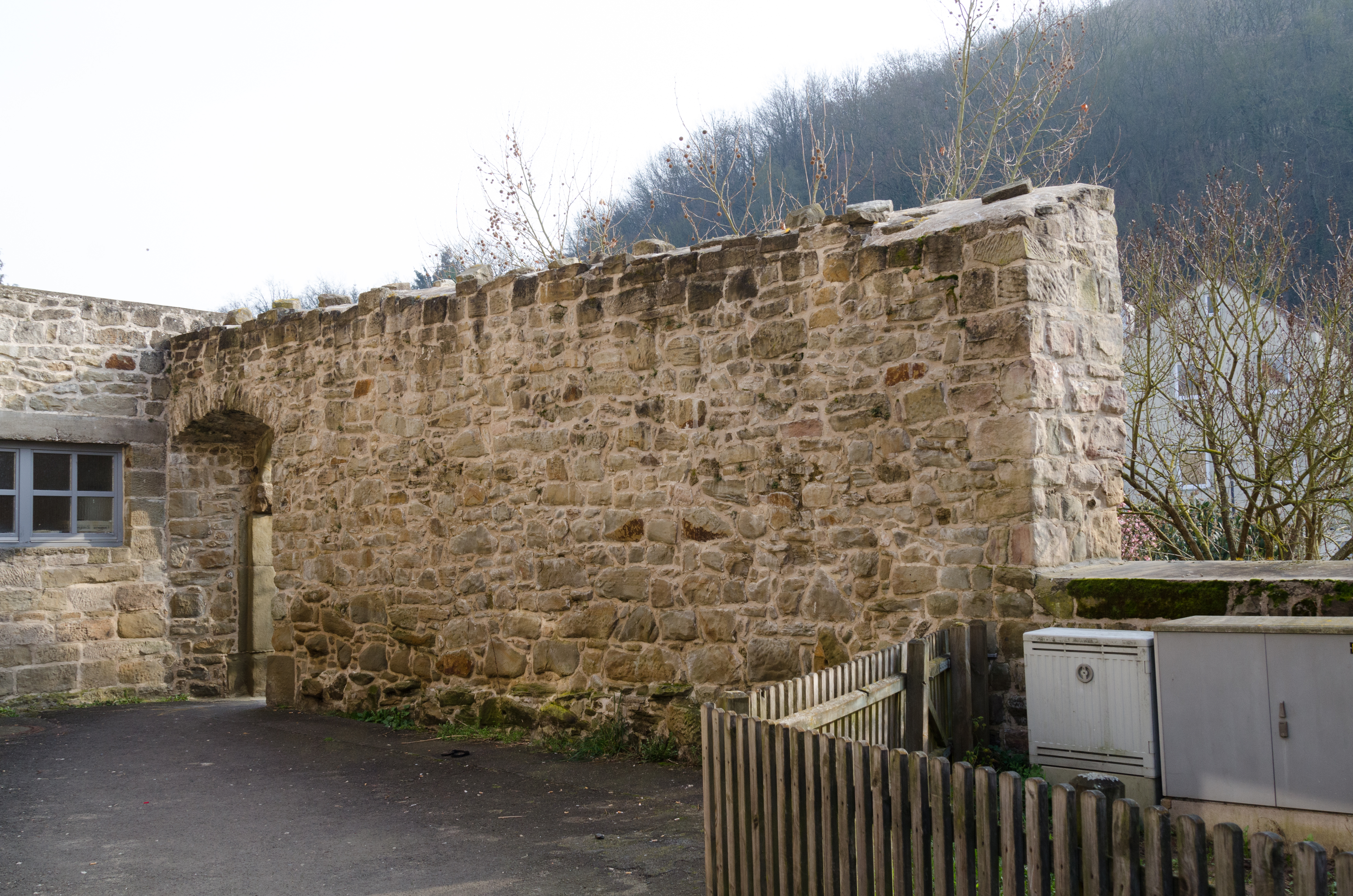
Speiersgasse 21, Mauerzug, Stadtseite
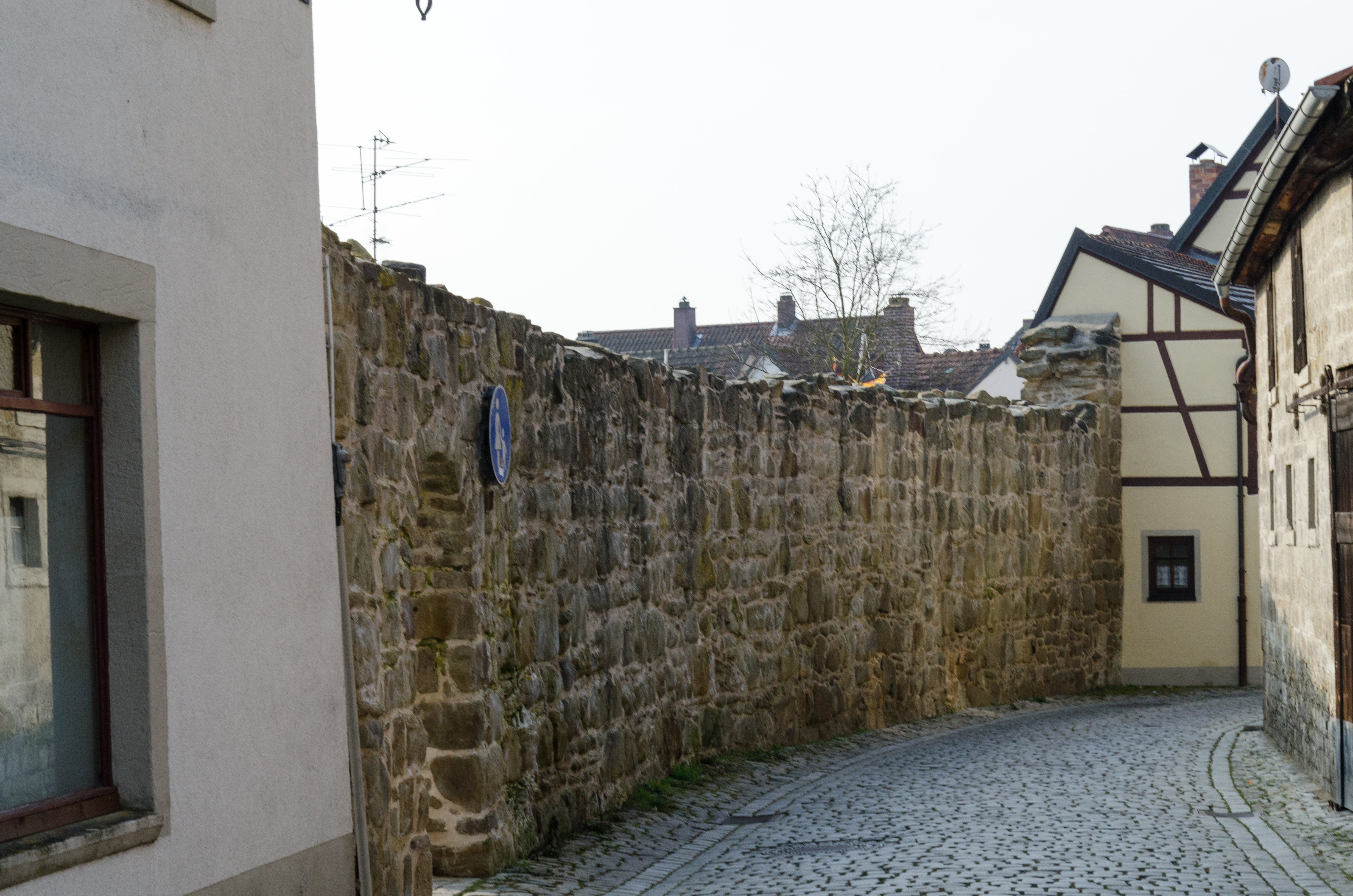
Speiersgasse 20, Mauerzug, Feldseite
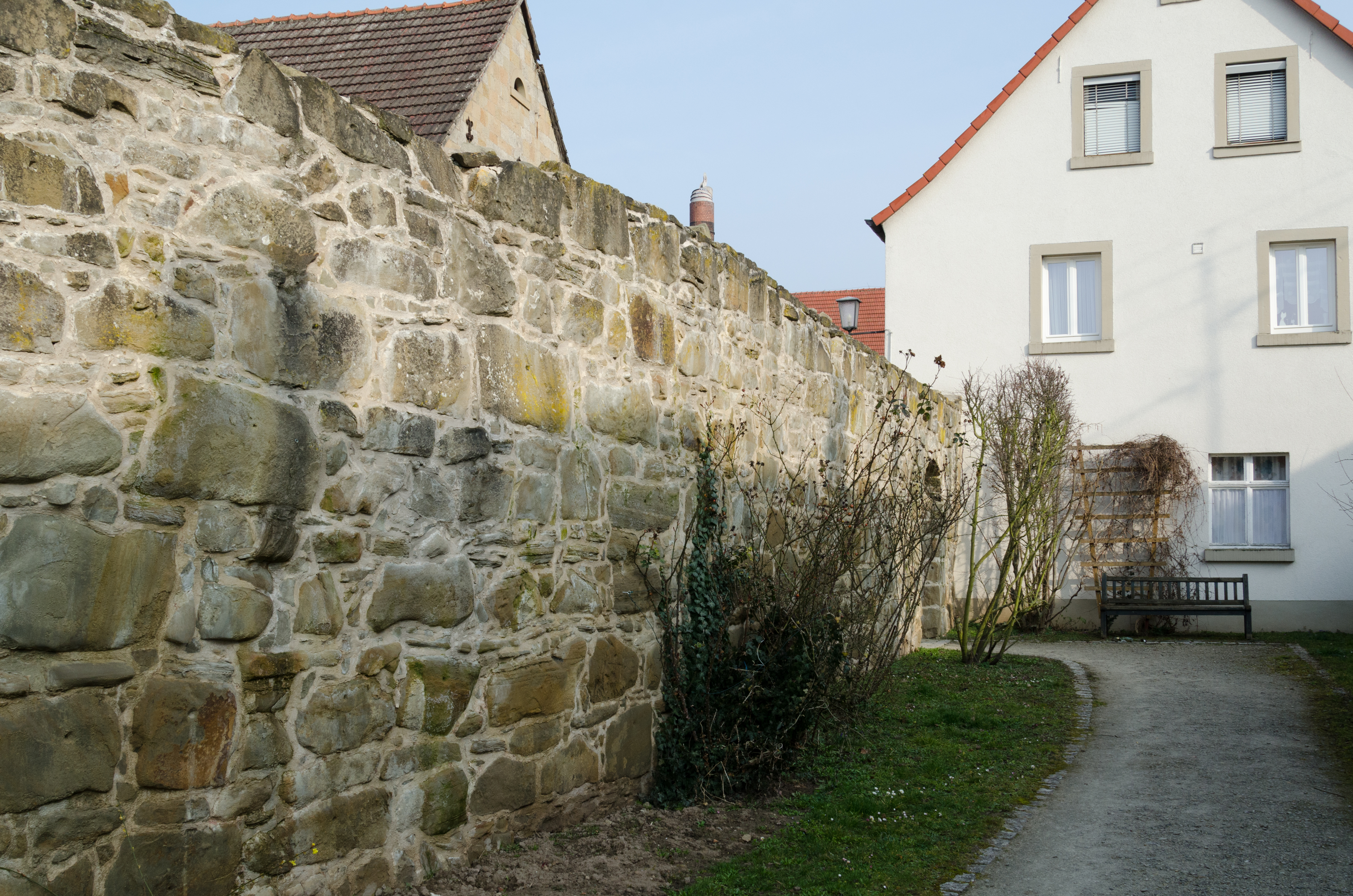
Judengasse, Mauerzug, Stadtseite
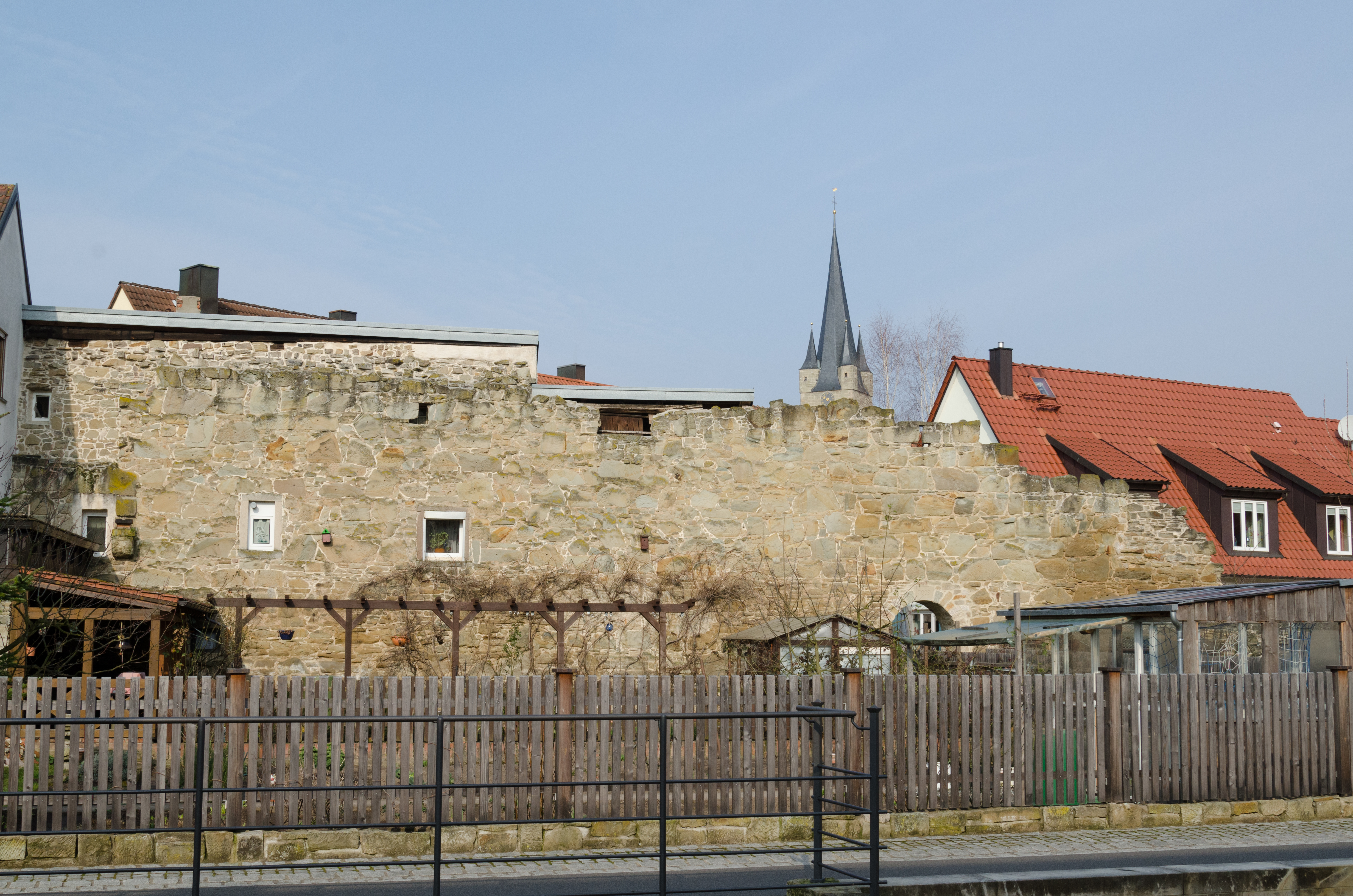
Judengasse 2, Mauerzug, Feldseite
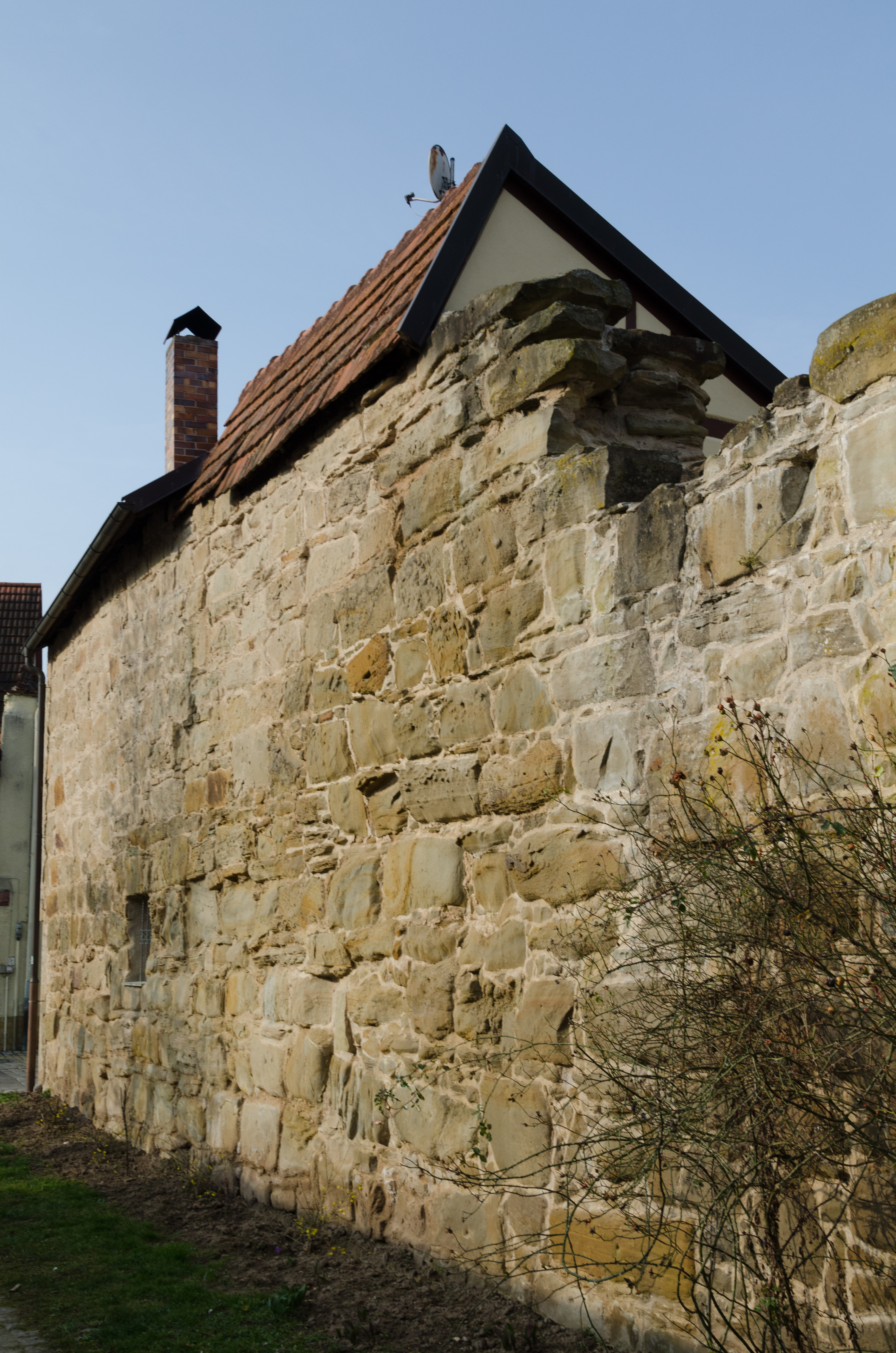
Lange Gasse 17, Mauerzug, Feldseite
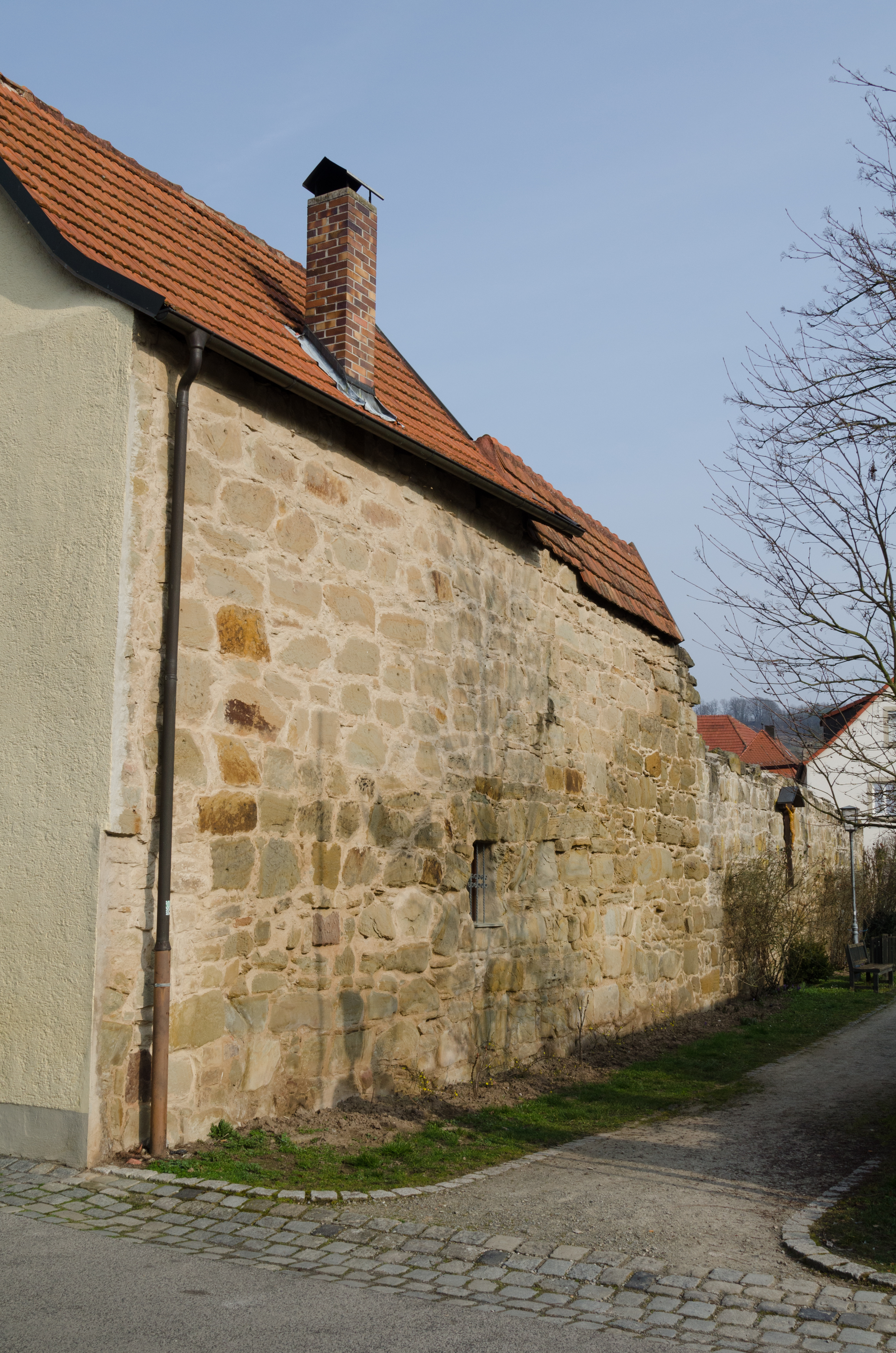
Lange Gasse 17, Mauerzug, Feldseite

Westlicher Abschnitt entlang des Stadtmauerwegs und Greifengäßchen, spätmittelalterlich, 1425–1438.

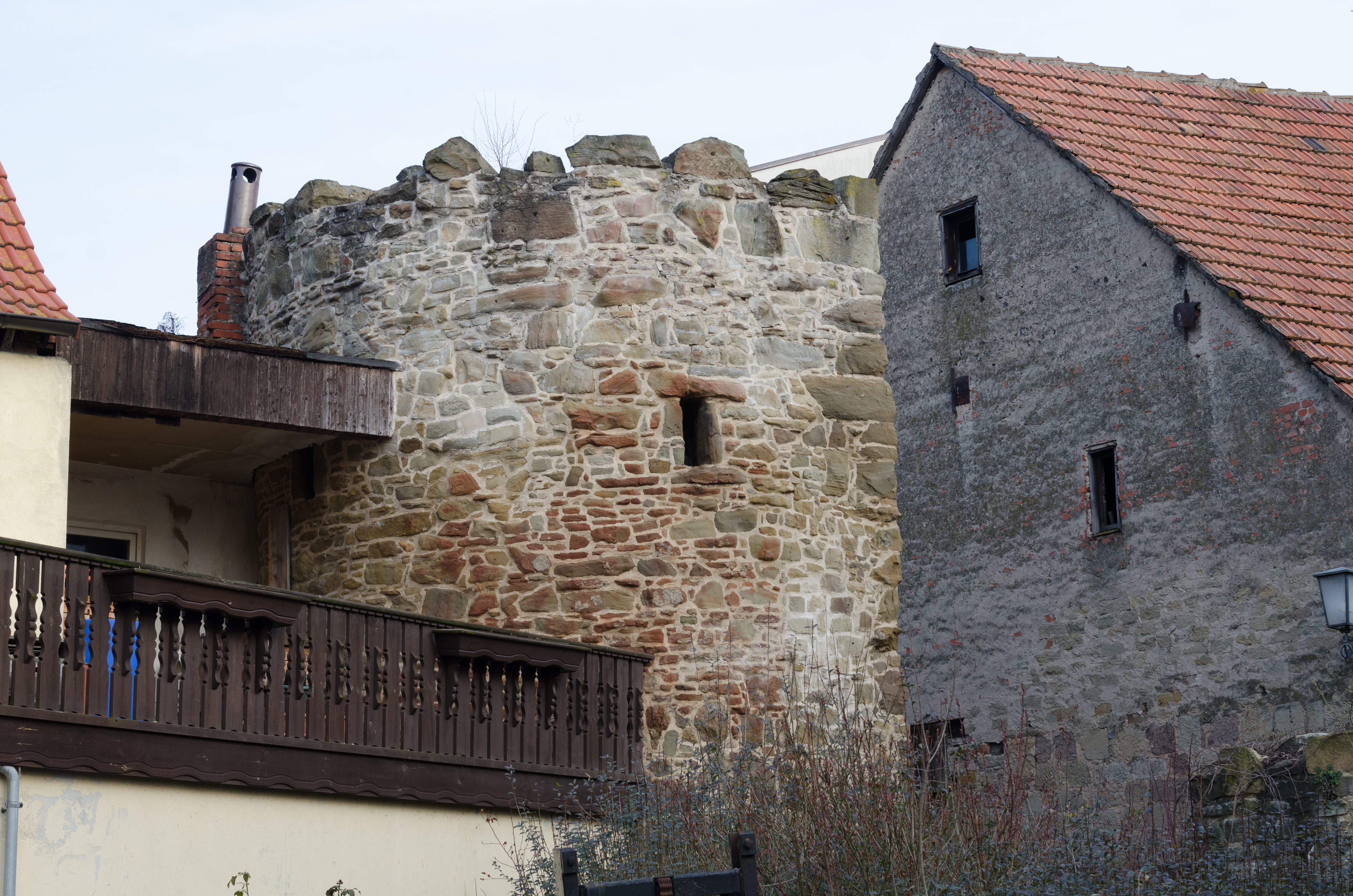
Stadtmauerweg Nähe Hauptstraße 34, Rest eines Halbschalenturms, Feldseite
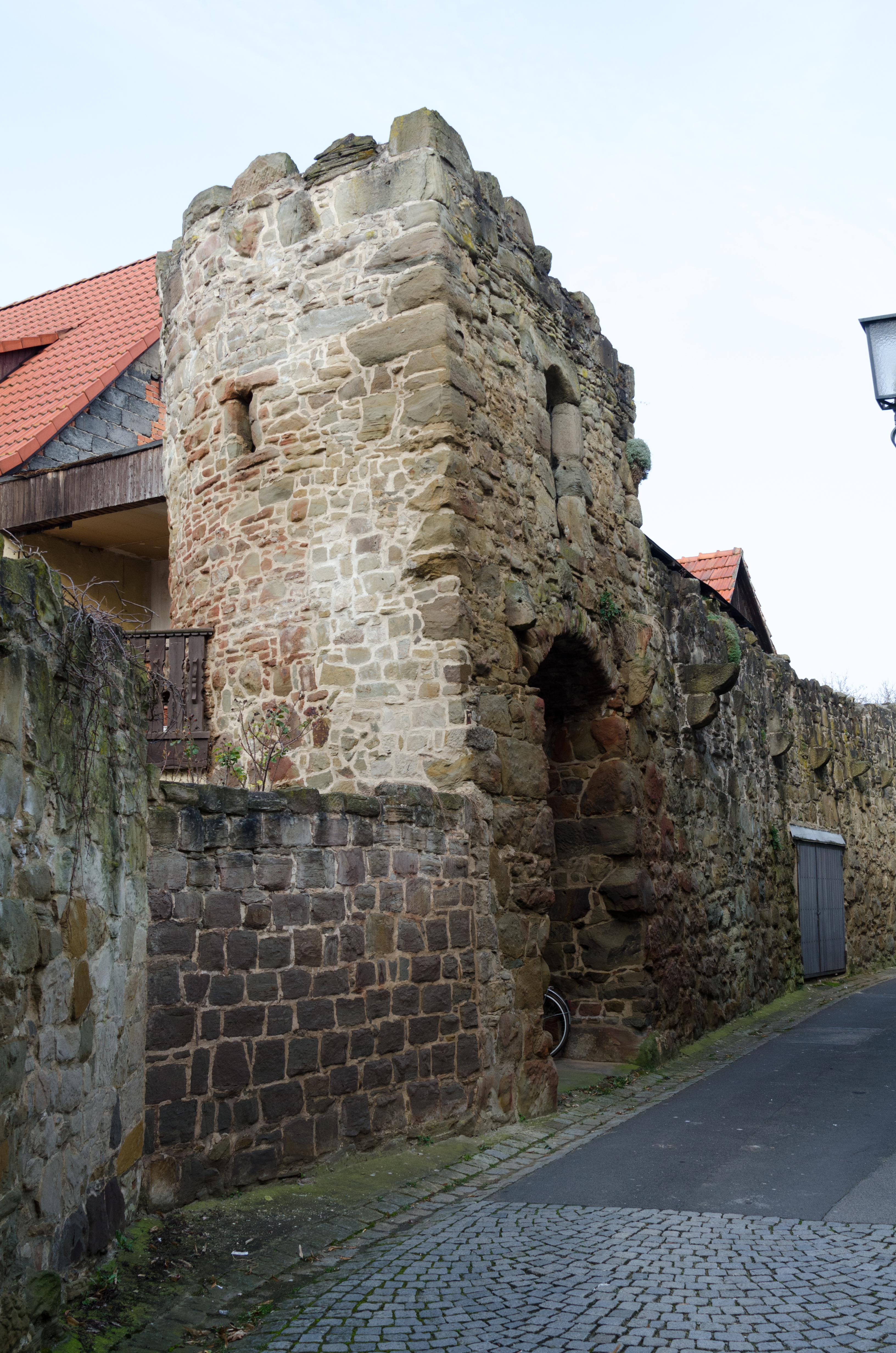
Stadtmauerweg Nähe Hauptstraße 34, Rest eines Halbschalenturms, Stadtseite
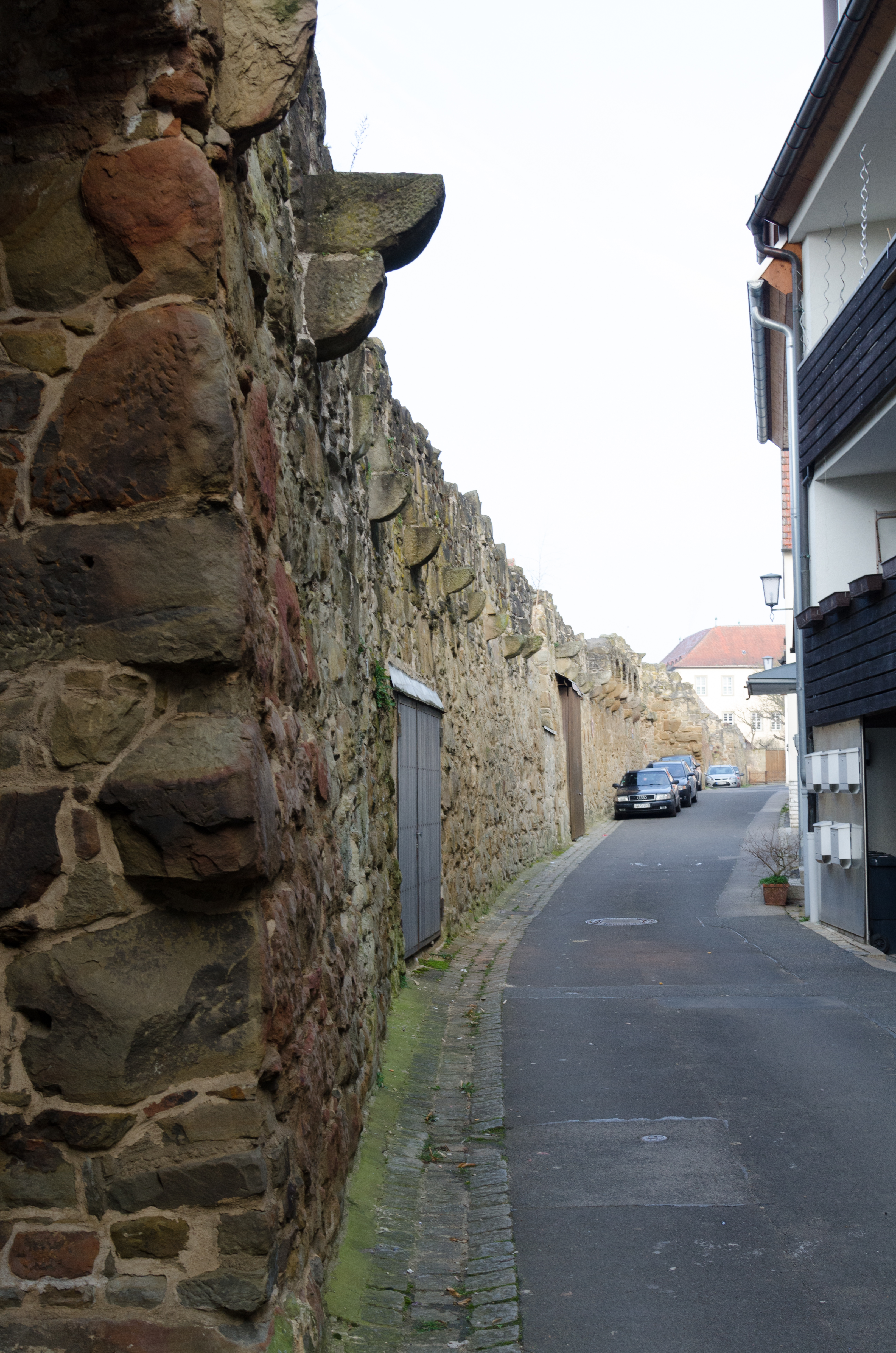
Mauerzug mit Konsolen der ehemaligen Wehrgangs, Stadtseite
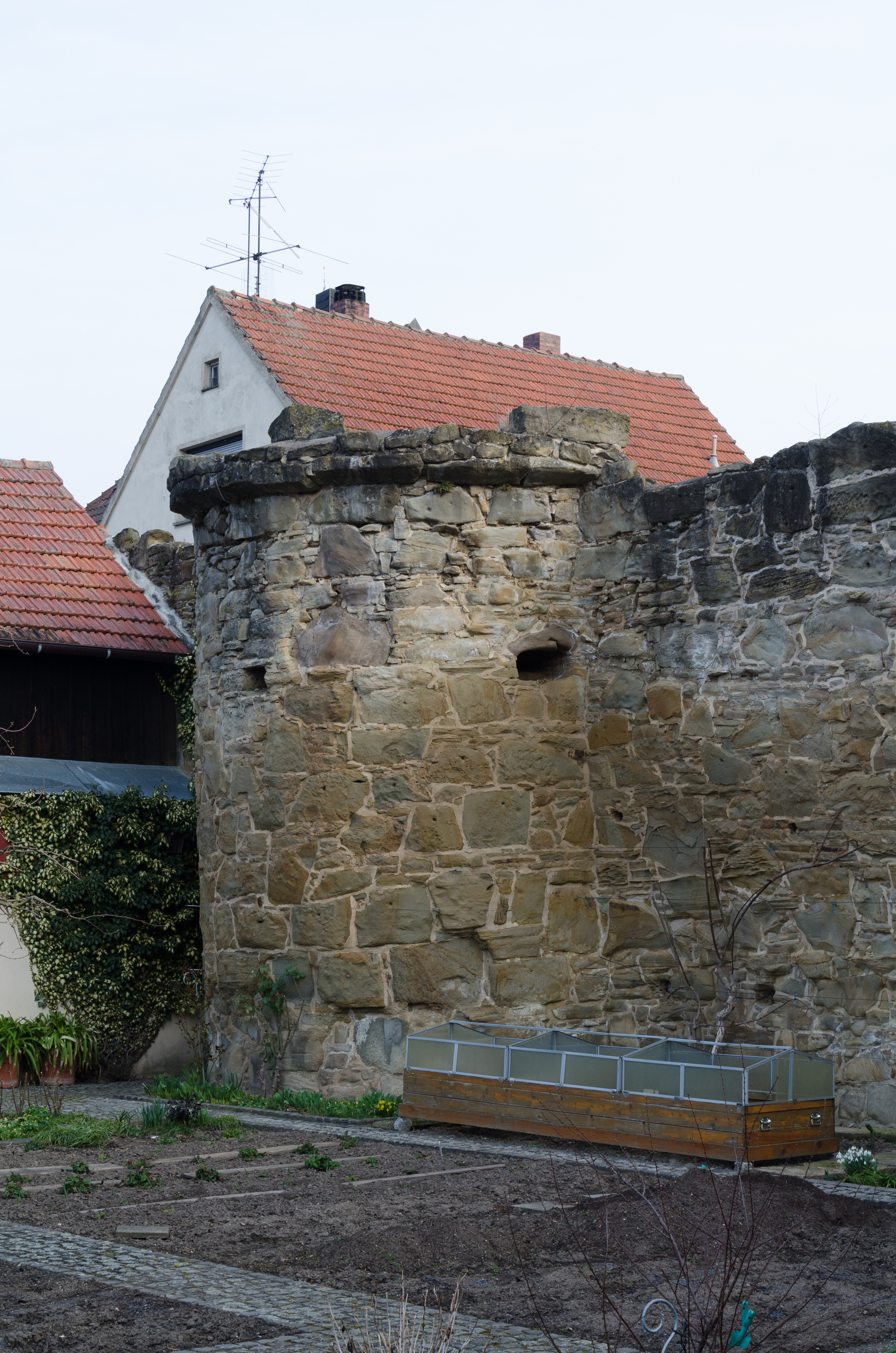
Stadtmauerweg Nähe Nr. 11a, Rest eines Halbschalenturms, Feldseite
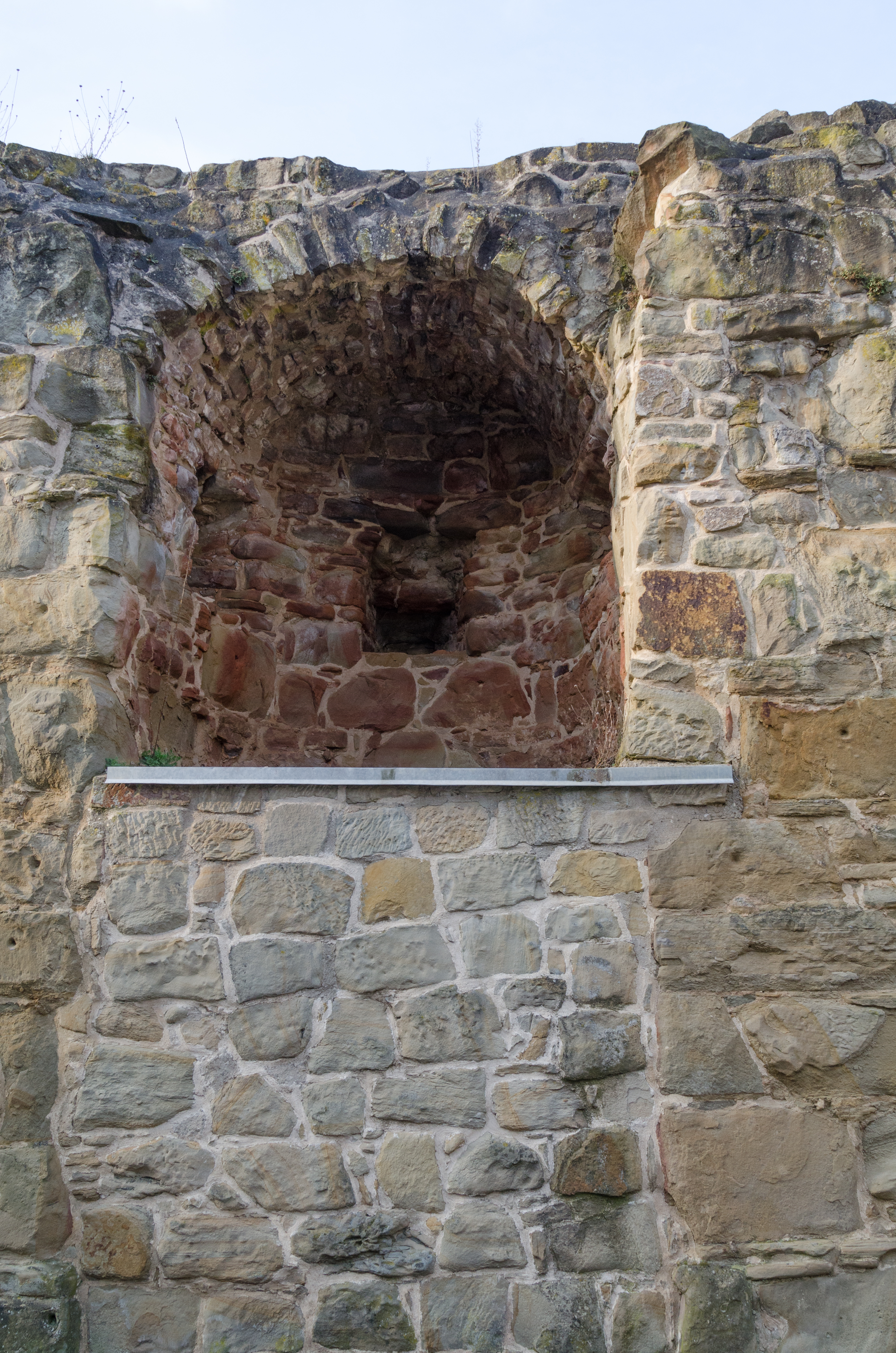
Stadtmauerweg Nähe Nr. 11a, Rest eines Halbschalenturms, Stadtseite
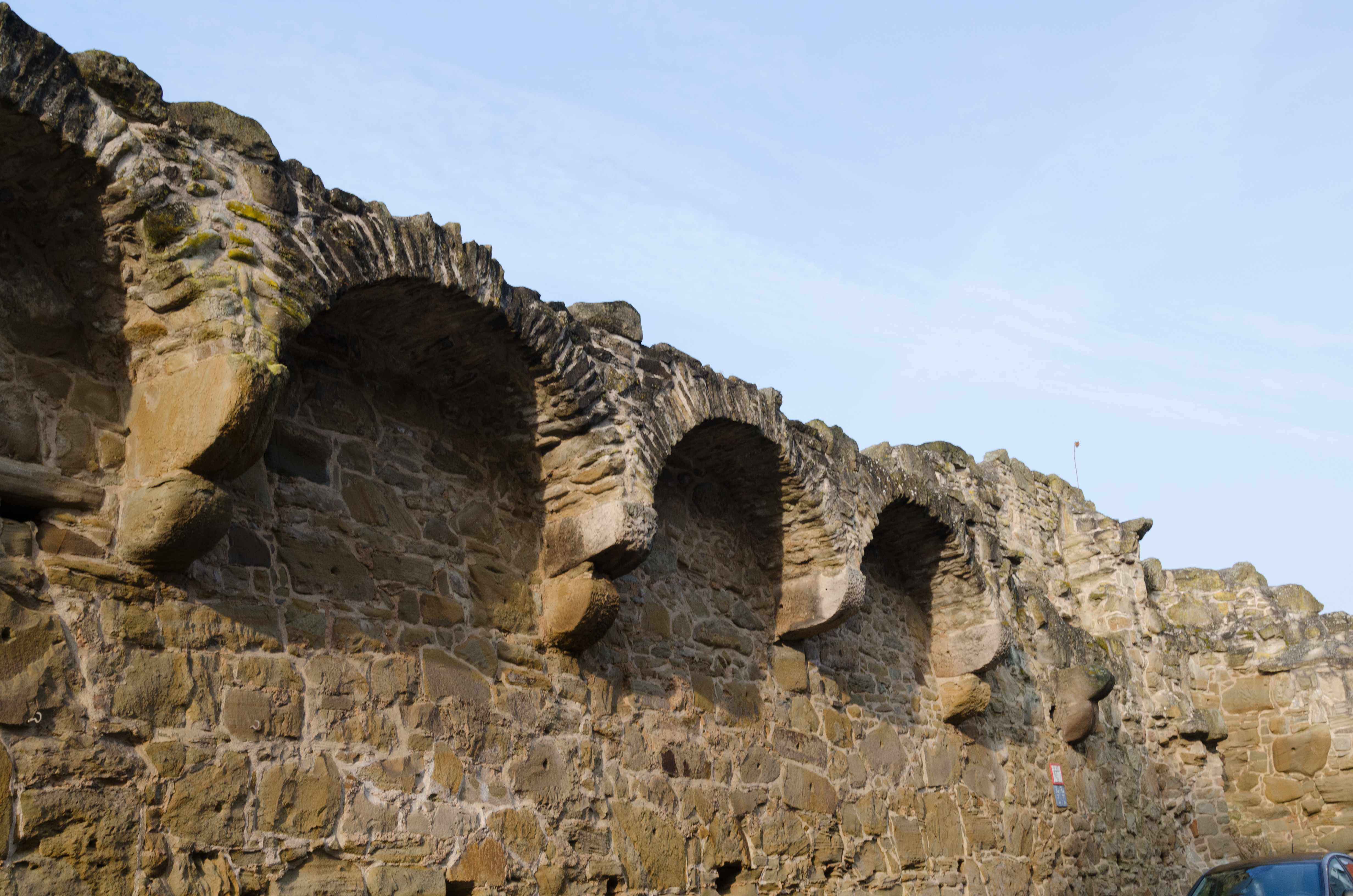
Stadtmauerweg, Mauerzug mit Konsolen der ehemaligen Wehrgangs, Stadtseite
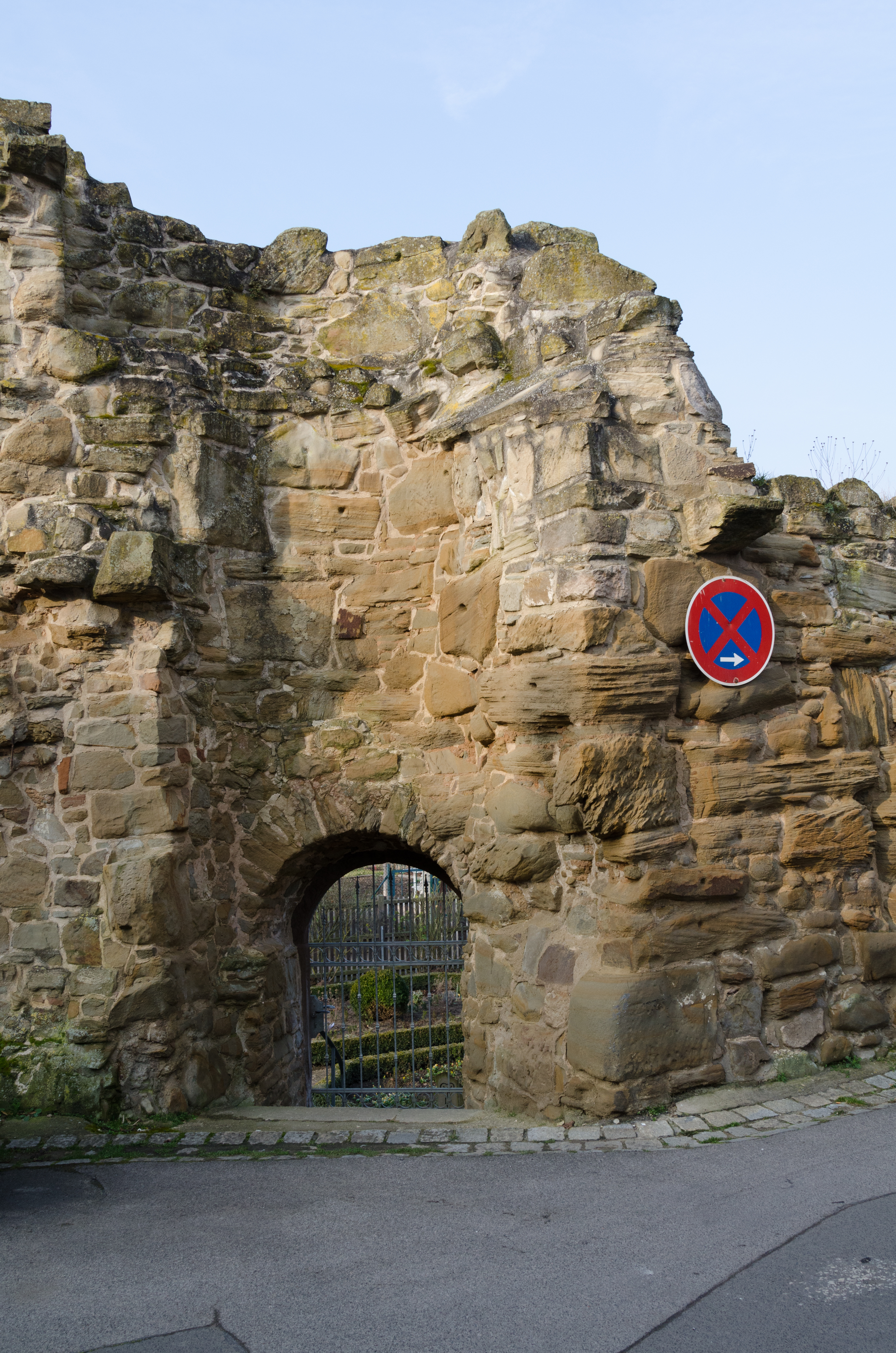
Stadtmauerweg Einmündung Braugasse, Rest eines Halbschalenturms, Stadtseite
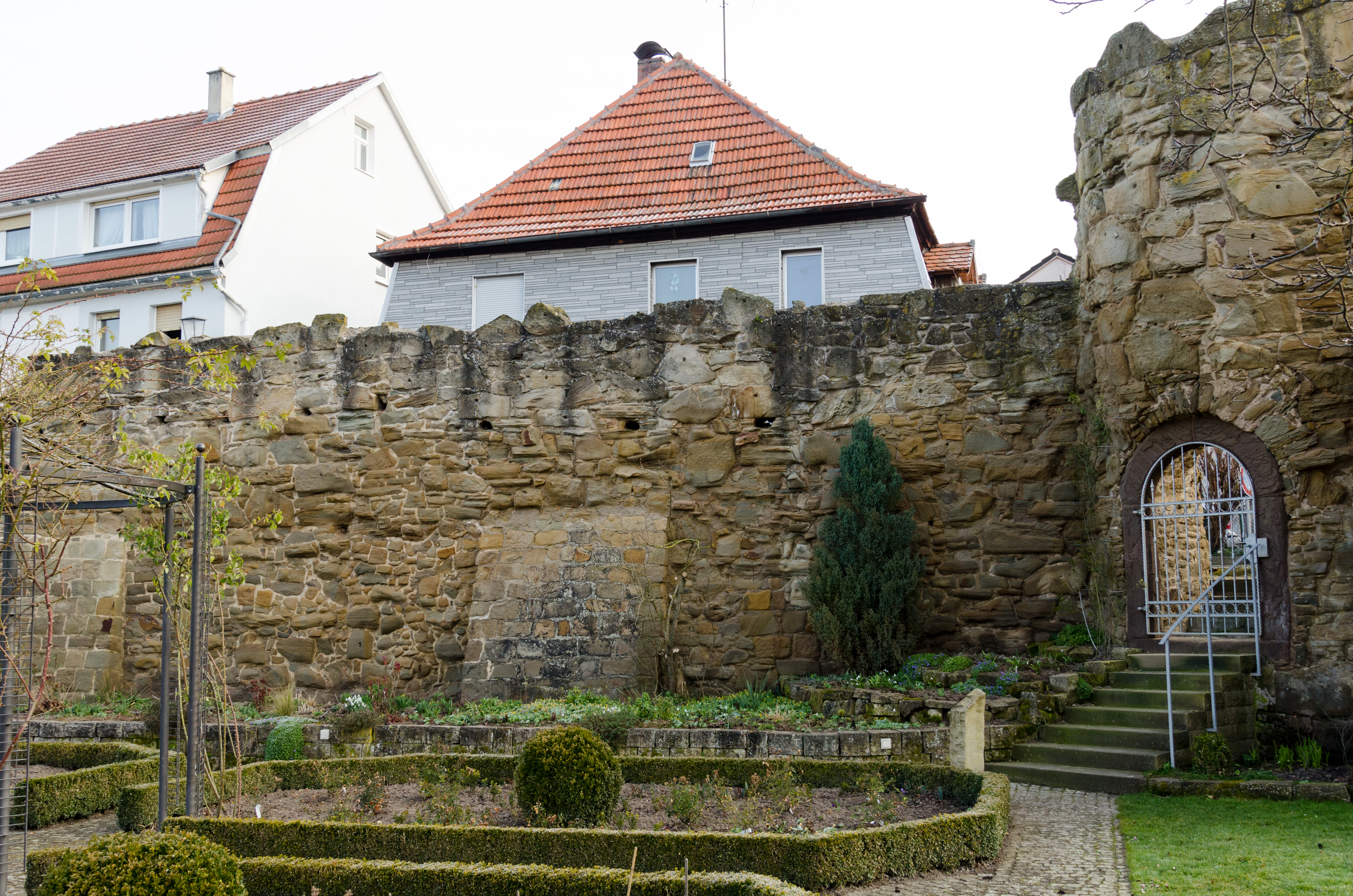
Stadtmauerweg Einmündung Braugasse, Rest eines Halbschalenturms, Feldseite
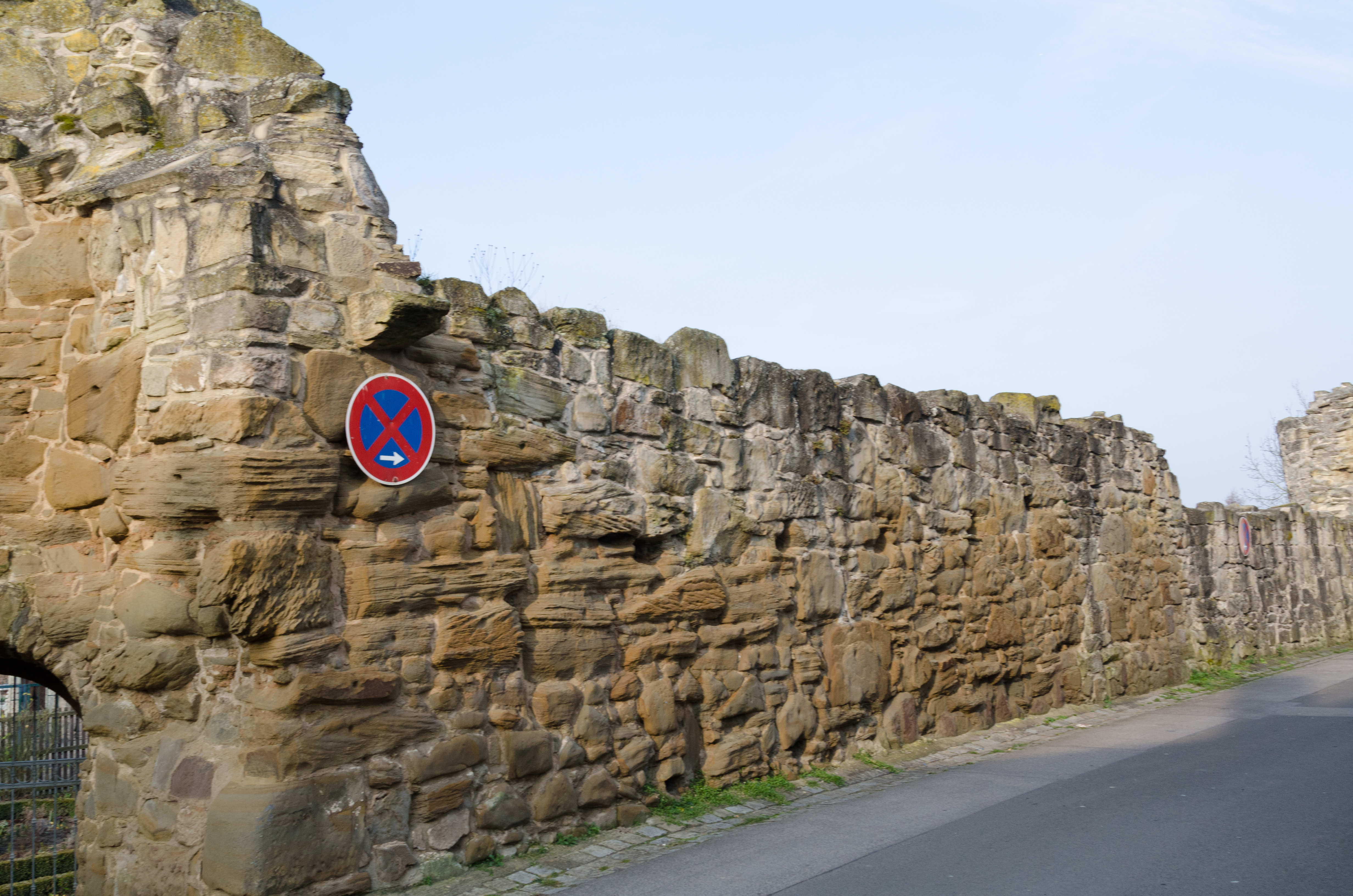
Stadtmauerweg, Mauerzug, Stadtseite
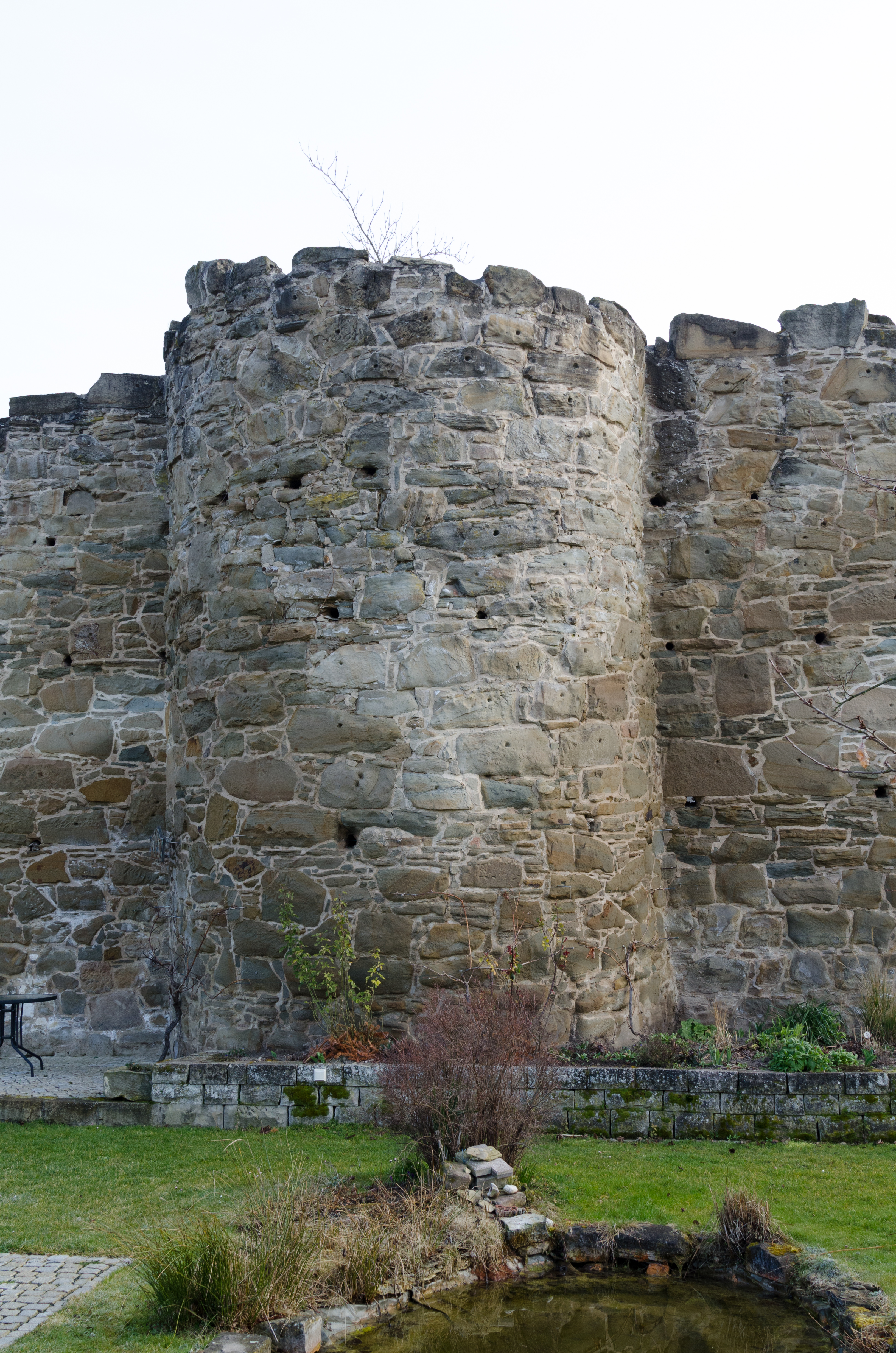
Stadtmauerweg Nähe Nr. 5, Rest eines Halbschalenturms, Feldseite
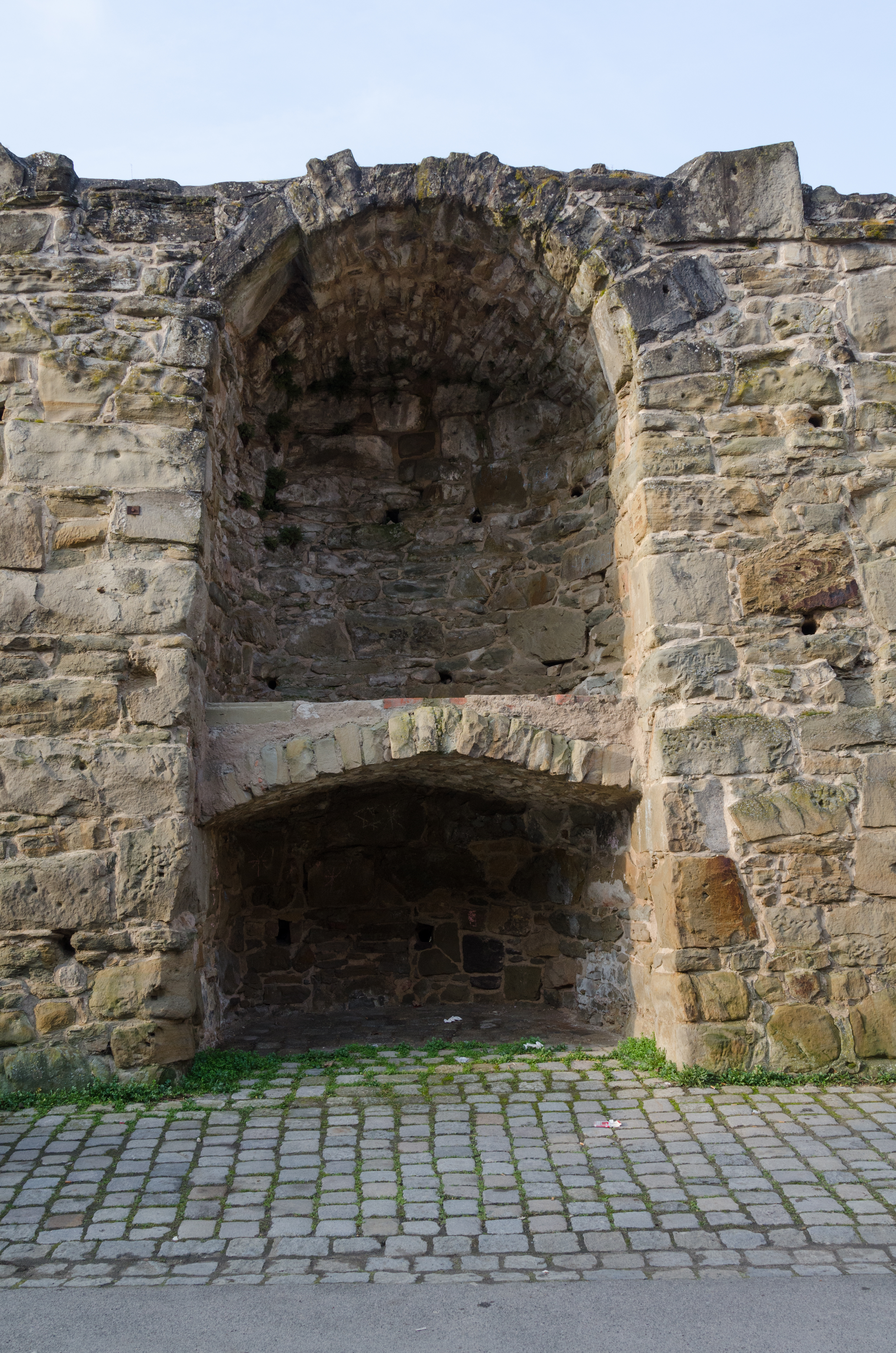
Stadtmauerweg Nähe Nr. 5, Rest eines Halbschalenturms, Stadtseite
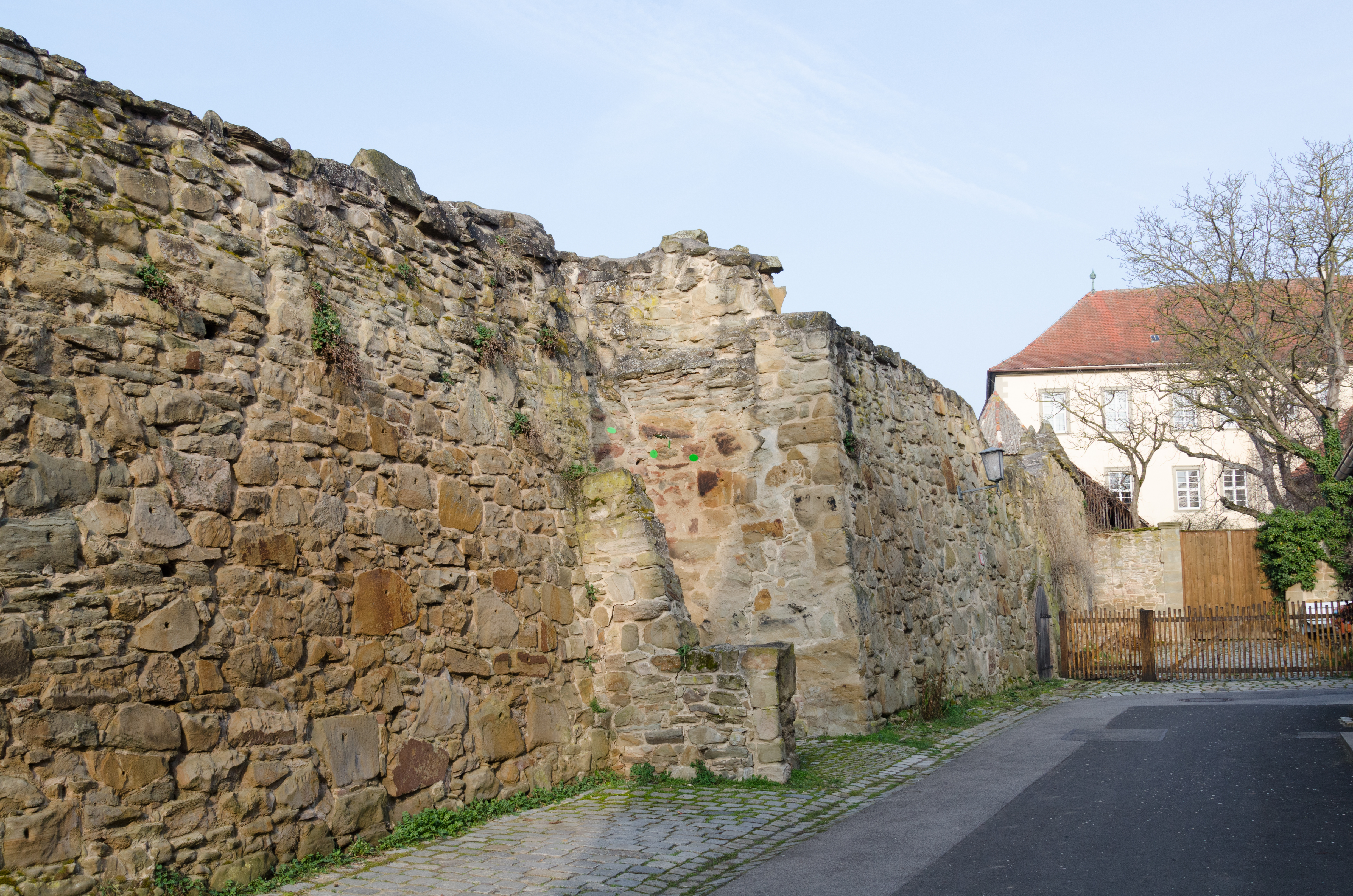
Stadtmauerweg Nähe Nr. 1, Mauerzug, Stadtseite
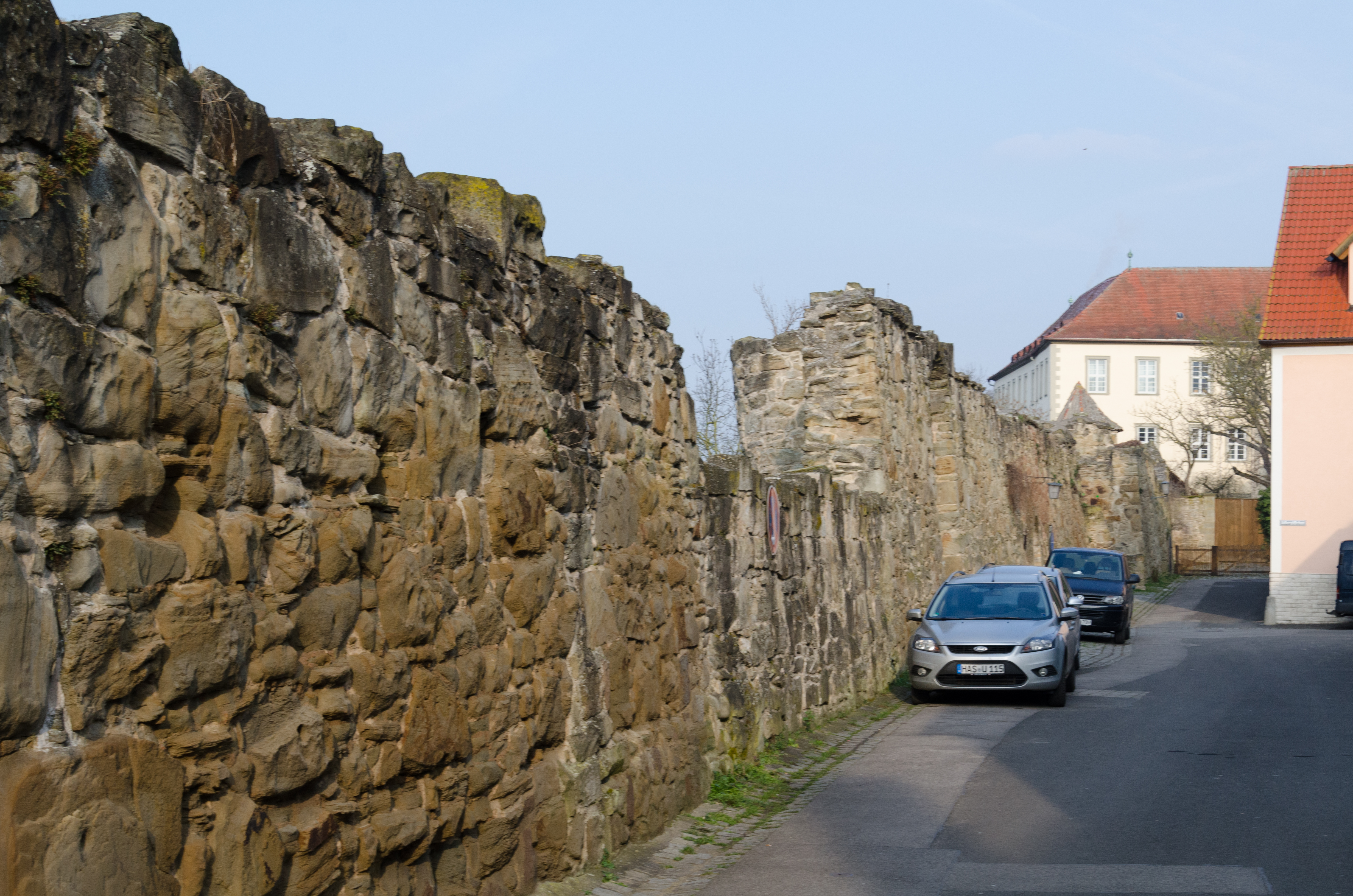
Stadtmauerweg, Mauerzug, Stadtseite
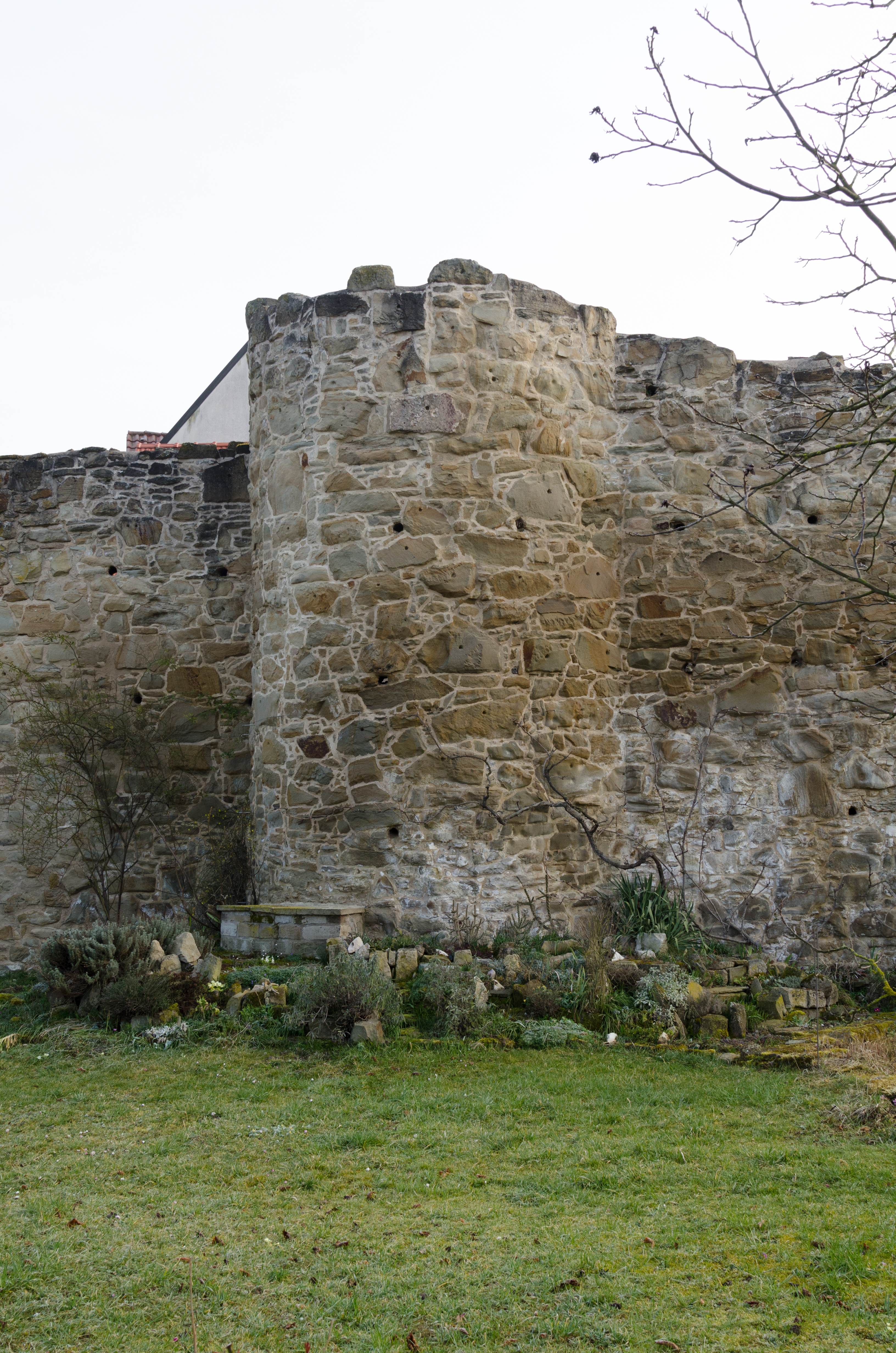
Stadtmauerweg Nähe Nr. 1, Rest eines Halbschalenturm, Feldseite
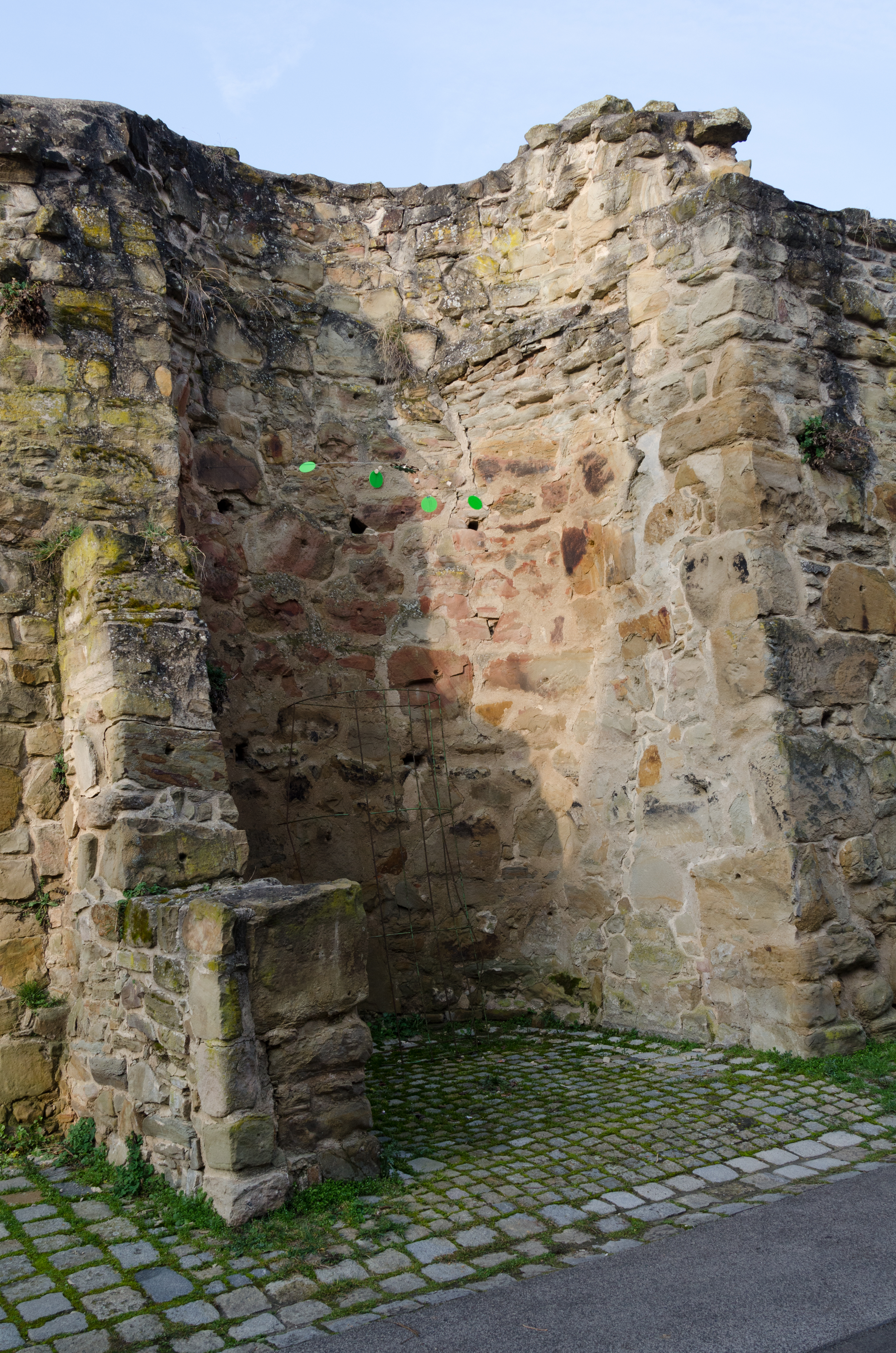
Stadtmauerweg Nähe Nr. 1, Rest eines Halbschalenturm, Stadtseite
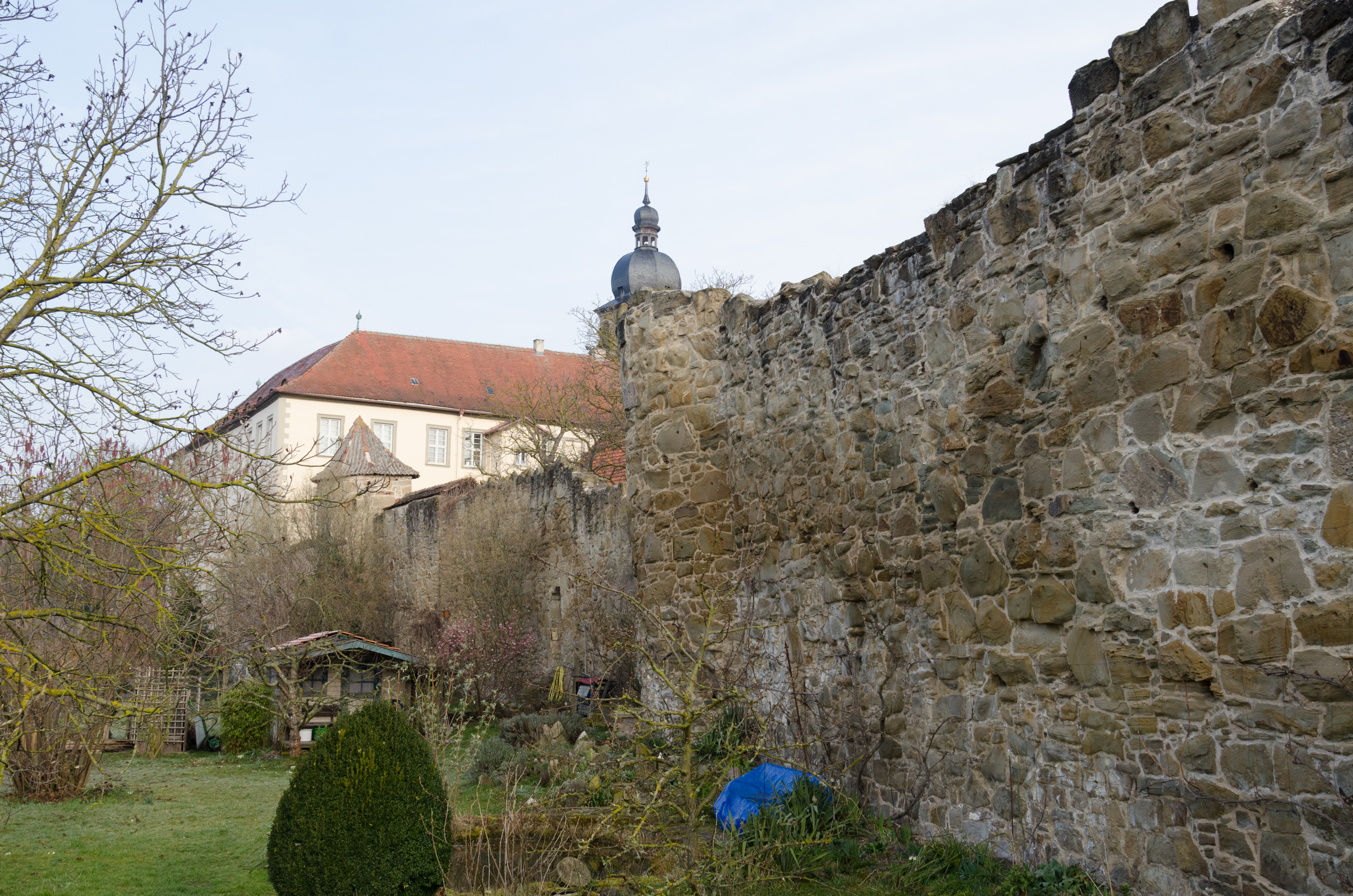
Stadtmauerweg Nähe Nr. 1, Mauerzug, Feldseite
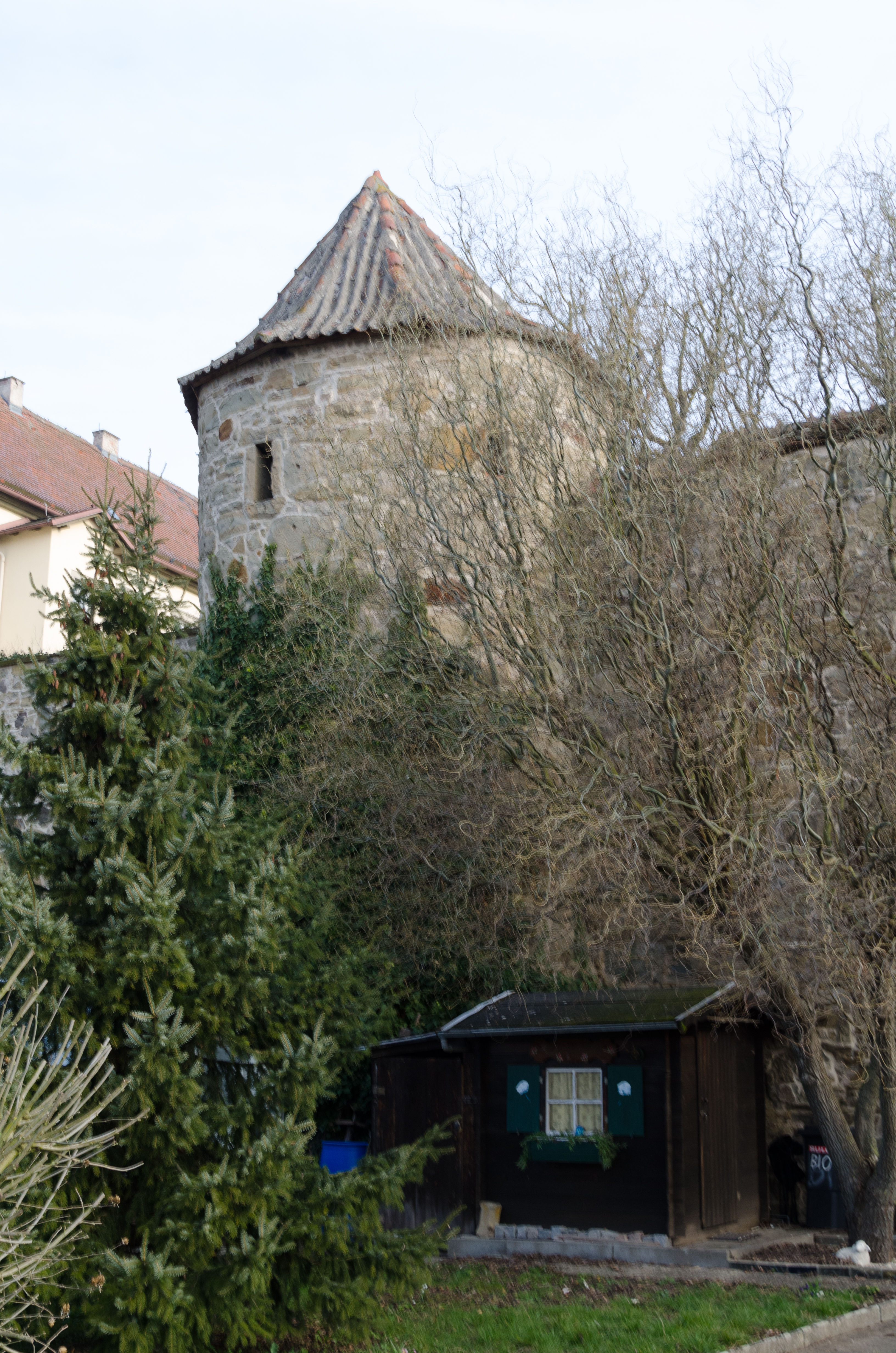
Stadtmauerweg Nähe Schloss, Halbschalenturm mit Kegeldach, Feldseite

## Baudenkmäler nach Ortsteilen

### Zeil am Main
| Lage                                                               | Objekt                                     | Beschreibung | Akten-Nr.      | Bild                               |
| ------------------------------------------------------------------ | ------------------------------------------ | --- | -------------- | ---------------------------------- |
| Altach; Bamberger Straße; Hauptstraße (Standort)                   | Brücke über die Altach                     | Einjochige und korbbogige Straßenbrücke über konkavem Grundriss, Sandsteinquader, historistisch, um 1890 | D-6-74-221-123 | Brücke über die Altach             |
| Alte Burg (Standort)                                               | Ölbergkapelle                              | Giebelständiger Satteldachbau mit offenem Rundbogen und Figurengruppe, Sandsteinquadermauer, historistisch, um 1870/75, Bestandteil des Kreuzwegs am Wallfahrtsweg zur Bergkapelle | D-6-74-221-22  | weitere Bilder                     |
| Alte Burg (Standort)                                               | I. Kreuzwegstation                         | Kreuzweg am Wallfahrtsweg zur Bergkapelle, 1. von 15 Kreuzwegstationen, mit gemauertem Sockel und Tabernakelaufsatz mit relieferter Rückwand, davor Stufen, Sandstein, spätklassizistisch, gestiftet 1874 bis 1885                                                                                            | D-6-74-221-22  | weitere Bilder                     |
| Alte Burg (Standort)                                               | II. Kreuzwegstation                        | Kreuzweg am Wallfahrtsweg zur Bergkapelle, 2. von 15 Kreuzwegstationen, mit gemauertem Sockel (und ehemals Tabernakelaufsatz mit relieferter Rückwand), davor Stufen, Sandstein, spätklassizistisch, gestiftet 1874 bis 1885                                                                                  | D-6-74-221-22  | weitere Bilder                     |
| Alte Burg (Standort)                                               | III. Kreuzwegstation                       | Kreuzweg am Wallfahrtsweg zur Bergkapelle, 3. von 15 Kreuzwegstationen, mit gemauertem Sockel und Tabernakelaufsatz mit relieferter Rückwand, davor Stufen, Sandstein, spätklassizistisch, gestiftet 1874 bis 1885                                                                                            | D-6-74-221-22  | weitere Bilder                     |
| Alte Burg (Standort)                                               | IV. Kreuzwegstation                        | Kreuzweg am Wallfahrtsweg zur Bergkapelle, 4. von 15 Kreuzwegstationen, mit gemauertem Sockel und Tabernakelaufsatz (ehemals mit relieferter Rückwand), davor Stufen, Sandstein, spätklassizistisch, gestiftet 1874 bis 1885                                                                                  | D-6-74-221-22  | weitere Bilder                     |
| Alte Burg (Standort)                                               | V. Kreuzwegstation                         | Kreuzweg am Wallfahrtsweg zur Bergkapelle, 5. von 15 Kreuzwegstationen, mit gemauertem Sockel (und ehemals Tabernakelaufsatz mit relieferter Rückwand), davor Stufen, Sandstein, spätklassizistisch, gestiftet 1874 bis 1885                                                                                  | D-6-74-221-22  | weitere Bilder                     |
| Alte Burg (Standort)                                               | VI. Kreuzwegstation                        | Kreuzweg am Wallfahrtsweg zur Bergkapelle, 6. von 15 Kreuzwegstationen, mit gemauertem Sockel und Tabernakelaufsatz mit relieferter Rückwand, davor Stufen, Sandstein, spätklassizistisch, gestiftet 1874 bis 1885                                                                                            | D-6-74-221-22  | weitere Bilder                     |
| Alte Burg (Standort)                                               | VII. Kreuzwegstation                       | Kreuzweg am Wallfahrtsweg zur Bergkapelle, 7. von 15 Kreuzwegstationen, mit gemauertem Sockel (und ehemals Tabernakelaufsatz mit relieferter Rückwand), davor Stufen, Sandstein, spätklassizistisch, gestiftet 1874 bis 1885                                                                                  | D-6-74-221-22  | weitere Bilder                     |
| Alte Burg (Standort)                                               | VIII. Kreuzwegstation                      | Kreuzweg am Wallfahrtsweg zur Bergkapelle, 8. von 15 Kreuzwegstationen, mit gemauertem Sockel und Tabernakelaufsatz mit relieferter Rückwand, davor Stufen, Sandstein, spätklassizistisch, gestiftet 1874 bis 1885                                                                                            | D-6-74-221-22  | weitere Bilder                     |
| Alte Burg (Standort)                                               | IX. Kreuzwegstation                        | Kreuzweg am Wallfahrtsweg zur Bergkapelle, 9. von 15 Kreuzwegstationen, mit gemauertem Sockel und Tabernakelaufsatz mit relieferter Rückwand, davor Stufen, Sandstein, spätklassizistisch, gestiftet 1874 bis 1885                                                                                            | D-6-74-221-22  | weitere Bilder                     |
| Alte Burg (Standort)                                               | X. Kreuzwegstation                         | Kreuzweg am Wallfahrtsweg zur Bergkapelle, 10. von 15 Kreuzwegstationen, mit gemauertem Sockel und Tabernakelaufsatz mit relieferter Rückwand, davor Stufen, Sandstein, spätklassizistisch, gestiftet 1874 bis 1885                                                                                           | D-6-74-221-22  | weitere Bilder                     |
| Alte Burg (Standort)                                               | XI. Kreuzwegstation                        | Kreuzweg am Wallfahrtsweg zur Bergkapelle, 11. von 15 Kreuzwegstationen, mit gemauertem Sockel und Tabernakelaufsatz mit relieferter Rückwand, davor Stufen, Sandstein, spätklassizistisch, gestiftet 1874 bis 1885                                                                                           | D-6-74-221-22  | weitere Bilder                     |
| Kapellenberg 1 (Standort)                                          | Kreuzigungsgruppe, XII. Kreuzwegstation    | 12. Station des Kreuzweges mit Maria und Johannes auf Inschriftsockeln, neugotisch, 1864/78 | D-6-74-221-22  | weitere Bilder                     |
| Kapellenberg 1 (Standort)                                          | XIII. Kreuzwegstation                      | An der Bergkapelle 13. von 15 Kreuzwegstationen, mit gemauertem Sockel und Tabernakelaufsatz mit relieferter Rückwand, davor Stufen, Sandstein, spätklassizistisch, gestiftet 1874 bis 1885 | D-6-74-221-22  | weitere Bilder                     |
| Kapellenberg 1 (Standort)                                          | XIV. Kreuzwegstation                       | An der Bergkapelle 14. von 15 Kreuzwegstationen, mit gemauertem Sockel und Tabernakelaufsatz mit relieferter Rückwand, davor Stufen, Sandstein, spätklassizistisch, gestiftet 1874 bis 1885 | D-6-74-221-22  | weitere Bilder                     |
| Kapellenberg 1 (Standort)                                          | XV. Kreuzwegstation                        | An der Bergkapelle 13. von 15 Kreuzwegstationen, mit gemauertem Sockel und Tabernakelaufsatz mit relieferter Rückwand, davor Stufen, Sandstein, spätklassizistisch, gestiftet 1874 bis 1885 | D-6-74-221-22  | weitere Bilder                     |
| Am Söhrlein (Standort)                                             | Bildstock Söhrlein/Mühlenweg               | Säule auf gespiegeltem Sockel, vierseitiger Aufsatz mit Reliefs, Sandstein, klassizistisch, bezeichnet 1798 | D-6-74-221-87  | Bildstock Söhrlein/Mühlenweg       |
| Am Söhrlein (Standort)                                             | Bildstockkopf                              | Rundbogiger Aufsatz mit Beweinung und Heiligen, Sandstein, 17. Jahrhundert; auf neuem Unterbau | D-6-74-221-84  | weitere Bilder                     |
| Am Söhrlein (Standort)                                             | Tabernakelbildstock                        | Gehäuse mit zwei geschweiften Pfeilern auf Inschriftsockel, Rückwand mit Relief der Marienkrönung Sandstein, Rokoko, Mitte 18. Jahrhundert | D-6-74-221-82  | weitere Bilder                     |
| Nähe Am Stadtsee (Standort)                                        | Bildstock                                  | Pfeiler mit Beschlagwerk und Aufsatz mit Inschrift, Kreuzigung und Arma Christi, Sandstein, Renaissance, 1622 | D-6-74-221-79  | Bildstock                          |
| Bahnhofstraße 10; Bahnhofstraße 12 (Standort)                      | Bahnhof                                    | Ehemaliges Empfangsgebäude, Zweigeschossiger Walmdachbau, Sandsteinquader, spätklassizistisch, 1851/53 von G. Neureuther | D-6-74-221-110 | weitere Bilder                     |
| Bahnhofstraße 10; Bahnhofstraße 12 (Standort)                      | Bahnhof                                    | Güterhalle, eingeschossiger und traufständiger Satteldachbau mit Rundbogentoren, Sandsteinquader, spätklassizistisch, um 1855 | D-6-74-221-110 | weitere Bilder                     |
| Birkenweg 4 (Standort)                                             | Handwerkeranwesen                          | Wohnhaus, zweigeschossiger Kunststeinquaderbau mit Satteldach und Eckerker, Sandsteingliederungen und Skulpturen auch im Inneren, 1932 von Steinmetz Geisel, mit angebauter Werkstatt, eingeschossiger Flachsatteldachbau, Sandsteinquader                                                                    | D-6-74-221-111 | weitere Bilder                     |
| Brand (Standort)                                                   | Kreuzstein                                 | Sogenannter Linsenstein, Stele mit lateinischem Kreuz, Sandstein, wohl 16. Jahrhundert | D-6-74-221-74  | Kreuzstein                         |
| Brand; 1600 m östlich der Stadt oberhalb der Bühlsteige (Standort) | Kreuzstein                                 | Sandstein, spätmittelalterlich | D-6-74-221-124 | Kreuzstein                         |
| Brauhausgasse 1 (Standort)                                         | Wohnhaus                                   | Zweigeschossiger und giebelständiger Frackdachbau mit Halbwalm, Fachwerkobergeschoss und rundbogiger Hofeinfahrt, 17./18. Jahrhundert | D-6-74-221-2   | weitere Bilder                     |
| Nähe Brühlweg (Standort)                                           | Bildstock                                  | Säule mit vierseitigem Tabernakelaufsatz, mit Reliefs und Inschrift, Sandstein, neugotisch, 19. Jahrhundert | D-6-74-221-83  | weitere Bilder                     |
| Dickenbäumlein (Standort)                                          | St. Wendelin                               | Heiligenfigur mit Ochse und Schaf, Sandstein, Sockel bezeichnet 1813, wohl 1982 erneuert | D-6-74-221-92  | weitere Bilder                     |
| Friedhofstraße (Standort)                                          | Kreuzschlepper                             | Figur auf Inschriftsockel mit Voluten und hl. Barbara, Sandstein, spätbarock, um 1730 (bezeichnet 17..) | D-6-74-221-73  | weitere Bilder                     |
| Friedhofstraße 13; Friedhofstraße 15; Am Schützenberg (Standort)   | Friedhof                                   | Katholische Hl.-Kreuz-Kapelle, Friedhofskapelle, Saalbau mit Satteldach, eingezogenem Chor und Giebelreiter, Sandsteinquader, spätgotisch, 1430; mit Ausstattung | D-6-74-221-3   | Friedhof                           |
| Friedhofstraße 13; Friedhofstraße 15; Am Schützenberg (Standort)   | Friedhof                                   | Friedhofsportal, rundbogig mit Segmentgiebel, Sandsteinquader, Spätrenaissance, 1623 | D-6-74-221-3   | Friedhof                           |
| Friedhofstraße 13; Friedhofstraße 15; Am Schützenberg (Standort)   | Friedhof                                   | Golgathakapelle mit Maßwerkbrüstung und Säulen, mit Figurengruppe des Kalvarienbergs, Sandstein, nachgotisch, 1617/23 | D-6-74-221-3   | Friedhof                           |
| Friedhofstraße 13; Friedhofstraße 15; Am Schützenberg (Standort)   | Friedhof                                   | Bildstockkopf, sogenannte Bezelmannmarter, rundbogiger Aufsatz mit Inschrift und Reliefs, Sandstein, Spätrenaissance, bezeichnet 1622 | D-6-74-221-3   | Friedhof                           |
| Friedhofstraße 14 (Standort)                                       | Gasthaus zum Schwan                        | Ehemaliger fürstbischöflicher „Ochsenhof“, zweigeschossiger Walmdachbau mit Sandsteingliederungen und Fachwerkobergeschoss, barock, 1702 | D-6-74-221-4   | weitere Bilder                     |
| Nähe Haßfurter Straße (Standort)                                   | Bildstock                                  | Pfeiler auf Inschriftsockel mit reliefiertem Aufsatz, Sandstein, spätbarock, Sockel bezeichnet 1736 (?), Pfeiler bezeichnet 1920 | D-6-74-221-90  | Bildstock                          |
| Hauptstraße 1 (Standort)                                           | Bürohaus                                   | Ehemals Gasthaus Rotes Roß, Vorderhaus zweigeschossiger und giebelständiger Halbwalmdachbau mit verputztem Fachwerkobergeschoss, am Torbogen bezeichnet 1686, Hinterhaus zweigeschossiger und traufständiger Satteldachbau, mit Fachwerkobergeschoss und Wappentafel, Sandstein, Renaissance, bezeichnet 1552 | D-6-74-221-5   | weitere Bilder                     |
| Hauptstraße 2 (Standort)                                           | Wohn- und Geschäftshaus                    | Zweigeschossiges und giebelständiges Satteldachhaus mit Fachwerkobergeschoss, 17. Jahrhundert, wohl von Jörg Hofmann, Torbogen bezeichnet 1686 | D-6-74-221-6   | weitere Bilder                     |
| Hauptstraße 3 (Standort)                                           | Wohn- und Geschäftshaus                    | Zweigeschossiger und traufständiger Walmdachbau mit Torbogen und Zierfachwerkobergeschoss, barock, bezeichnet 1689, von Jörg Hofmann, hinterer Hausteil zweite Hälfte 16. Jahrhundert | D-6-74-221-7   | weitere Bilder                     |
| Hauptstraße 4 (Standort)                                           | Wohn- und Geschäftshaus                    | Dreigeschossiger und traufständiger Mansarddachbau mit Sandsteingliederungen und verputzten Fachwerkobergeschossen, 17./18. Jahrhundert, Torbogen bezeichnet 1685. | D-6-74-221-8   | weitere Bilder                     |
| Hauptstraße 5 (Standort)                                           | Wohn- und Geschäftshaus                    | Zweigeschossiger Walmdachbau mit geohrten Fensterrahmen und Rundbogentor, barock, 18. Jahrhundert, im Kern wohl älter | D-6-74-221-9   | weitere Bilder                     |
| Hauptstraße 8 (Standort)                                           | Wohn- und Geschäftshaus                    | Ehemals Gasthaus Schwarzer Adler, zweigeschossiger und giebelständiger Halbwalmdachbau, Fachwerkobergeschoss, 1631, Erdgeschoss zum Teil Fachwerk 1822 | D-6-74-221-10  | weitere Bilder                     |
| Hauptstraße 9 (Standort)                                           | Wohnhaus                                   | Zweigeschossiger und traufständiger Satteldachbau mit Fachwerkobergeschoss, 18. Jahrhundert, Erdgeschoss bezeichnet 1841 | D-6-74-221-11  | weitere Bilder                     |
| Hauptstraße 10 (Standort)                                          | Wohnhaus                                   | Zweigeschossiger und giebelständiger Halbwalmdachbau mit geohrten Fensterrahmen und Hausteingliederungen in Sandstein, 1731, mit älteren Teilen, bezeichnet 1582 | D-6-74-221-12  | weitere Bilder                     |
| Hauptstraße 12 (Standort)                                          | Wohnhaus                                   | Zweigeschossiger und traufständiger Satteldachbau mit Fachwerkobergeschoss, 18. Jahrhundert | D-6-74-221-13  | weitere Bilder                     |
| Hauptstraße 15 (Standort)                                          | Wohnhaus                                   | Zweigeschossiger Mansardwalmdachbau mit geohrten Fensterrahmungen und Hausteingliederungen in Sandstein, spätbarock, 1778, geschnitztes Treppengeländer aus der Bauzeit | D-6-74-221-14  | weitere Bilder                     |
| Hauptstraße 16 (Standort)                                          | Wohn- und Geschäftshaus                    | Zweigeschossiger und traufständiger Satteldachbau mit Fachwerkobergeschoss, 18. Jahrhundert | D-6-74-221-15  | weitere Bilder                     |
| Hauptstraße 24 (Standort)                                          | Wohnhaus                                   | Zweigeschossiger und traufständiger Satteldachbau mit Fachwerkobergeschoss, im Kern 18. Jahrhundert | D-6-74-221-17  | weitere Bilder                     |
| Hauptstraße 26; Hauptstraße 28; Stadtmauerweg 11b (Standort)       | Wohn- und Geschäftsdoppelhaus              | Zweigeschossiger und traufständiger Satteldachbau mit Fachwerkobergeschoss, 18. Jahrhundert | D-6-74-221-18  | weitere Bilder                     |
| Hauptstraße 30 (Standort)                                          | Wohn- und Geschäftshaus                    | Zweigeschossiger und traufständiger Satteldachbau mit Fachwerkobergeschoss, um 1800 | D-6-74-221-19  | weitere Bilder                     |
| Hauptstraße 34 (Standort)                                          | Wohnhaus                                   | Zweigeschossiger und giebelständiger Halbwalmdachbau, 1873 (dendro.dat.), im Kern 1598 (dendro.dat.), um 1772 jüdische Schule; innen Bohlenbalkendecke | D-6-74-221-112 | weitere Bilder                     |
| In der Au 1; In der Au 2; In der Au 4; In der Au 6 (Standort)      | Bildstock                                  | Säule auf diamantiertem Sockel, vierseitiger mit Dreifaltigkeit und Heiligen, Sandstein, Rokoko, um 1770/80, Sockel neu | D-6-74-221-77  | Bildstock                          |
| Kapellenberg 1 (Standort)                                          | Katholische Marienkapelle                  | Sogenannte Bergkapelle, Saalbau mit Doppelturmfassade, eingezogenem Chor, Satteldach und seitlichem Kapellenanbau, Sandsteinquaderbau, neuromanisch, 1894/97; mit Ausstattung | D-6-74-221-20  | weitere Bilder                     |
| Kapellenbergstraße 14 (Standort)                                   | Wohnhaus                                   | Zweigeschossiger und giebelständiger Satteldachbau mit Fachwerkobergeschoss, 1706 | D-6-74-221-23  | weitere Bilder                     |
| Kaulberg 5 (Standort)                                              | Bürgerhaus                                 | Bürger u. Handwerkerhaus, zweigeschossiger teilunterkellerter Krüppelwalmdachbau, Erdgeschoss massiv, Obergeschoss verputztes Fachwerk, 1509 (dendro.dat.), bez. 1579 und 1827. | D-6-74-221-170 | weitere Bilder                     |
| Kirchplatz 1; an der Südseite der Kirche (Standort)                | Ölbergkapelle                              | Figurengruppe in vergittertem Gehäuse mit Walmdach, über Heiligem Grab, Mitte 18. Jahrhundert | D-6-74-221-25  | weitere Bilder                     |
| Kirchplatz 1 (Standort)                                            | Friedhofsgedächtniskreuz                   | Dreinageltypus aus erneuertem Inschriftsockel, Sandstein, Rokoko, 1748, Sockel 1983 | D-6-74-221-26  | Friedhofsgedächtniskreuz           |
| Kirchplatz 1 (Standort)                                            | Katholische Stadtpfarrkirche St. Michael   | Saalbau mit eingezogenem polygonalem Chor, Putzquaderung, ehemaliger östlicher Chorturm mit Ecktürmen und Spitzdach, Langhaus 1713–1732, Sakristei und Turm im Kern 14. Jahrhundert; mit Ausstattung | D-6-74-221-24  | weitere Bilder                     |
| Kirchplatz 1; Obere Torstraße 8 (Standort)                         | Kirchhofbefestigung                        | Um die Kirche, Mischmauerwerk aus Bruch- und Haustein, mit eingemauerten Reliefs, Sandstein, gotisch | D-6-74-221-28  | weitere Bilder                     |
| Kirchplatz 2 (Standort)                                            | Katholische Kapelle St. Anna               | ehemalige Friedhofs- und Karnerkapelle, zweigeschossiger Saalbau mit Satteldach und eingezogenem, im Obergeschoss vorkragenden Polygonalchor, spätgotisch, nach 1424 (dendrochr. dat.). | D-6-74-221-27  | weitere Bilder                     |
| Kirchplatz 4; Kirchplatz 4c (Standort)                             | Wohnhaus                                   | Sogenannter Leschenhof, zweigeschossiger Halbwalmdachbau, 18. Jahrhundert, mit älterem Kern, bezeichnet 1566 | D-6-74-221-113 | weitere Bilder                     |
| Kirchplatz 4; Kirchplatz 4c (Standort)                             | Umfriedeter Garten                         | Mauer mit Torbogen, Mischmauerwerk aus Hau- und Bruchstein, spätgotisch | D-6-74-221-113 | weitere Bilder                     |
| Kirchplatz 12 (Standort)                                           | Wohnhaus                                   | ehemaliges Mesnerhaus, zweigeschossiger Walmdachbau mit Fachwerkobergeschoss, 17. Jahrhundert | D-6-74-221-29  | weitere Bilder                     |
| Krumer Straße, Ecke B 26 (Standort)                                | Altarbildstock                             | Reliefpfeiler auf Mensa, bekrönt von Dreifaltigkeitsgruppe, Sandstein, barock, 1719; | D-6-74-221-89  | weitere Bilder                     |
| Krumer Straße (Standort)                                           | Hochkreuz                                  | Pfeiler auf balusterförmigem Sockel mit lateinischem Kreuzaufsatz, Sandstein, klassizistisch, Anfang 19. Jahrhundert | D-6-74-221-85  | Hochkreuz                          |
| Krumer Straße; Nähe Haßfurter Straße (Standort)                    | Bildstock                                  | Pfeiler und Aufsatz mit Reliefs von Heiligen, Sandstein, klassizistisch, um 1820/30 | D-6-74-221-86  | Bildstock                          |
| Nähe Krumer Straße (Standort)                                      | Bildstock                                  | Auf reliefiertem Sockel Säule und vierseitiger reliefierter Aufsatz, Sandstein, klassizistisch, um 1830/40 | D-6-74-221-81  | weitere Bilder                     |
| Lange Gasse 1 (Standort)                                           | Wohnhaus                                   | Zweigeschossiger und traufständiger Satteldachbau mit Fachwerkobergeschoss und korbbogiger Hofeinfahrt, 17./18. Jahrhundert | D-6-74-221-30  | weitere Bilder                     |
| Lange Gasse 3 (Standort)                                           | Wohnhaus                                   | Zweigeschossiger und traufständiger Satteldachbau in Ecklage, mit Fachwerkobergeschoss, 1430/31 (dendro.dat.), 1581 umgebaut (Inschrift am Mittelpfosten Zimmermeister Paul Wewertaig) | D-6-74-221-32  | weitere Bilder                     |
| Lange Gasse 5 (Standort)                                           | Wohnhaus                                   | Zweigeschossiger Walmdachbau in Ecklage mit Fachwerkobergeschoss, wohl um 1600 | D-6-74-221-33  | weitere Bilder                     |
| Lange Gasse 8 (Standort)                                           | Wohnhaus                                   | Zweigeschossiger und traufständiger Frackdachbau in Ecklage mit Fachwerkobergeschoss, Fachwerkhaus, 1442(d), Fassade 1694 | D-6-74-221-34  | weitere Bilder                     |
| Lange Gasse 9 (Standort)                                           | Wohnhaus                                   | Zweigeschossiger und giebelständiger Halbwalmdachbau mit Fachwerkobergeschoss, 17.–19. Jahrhundert | D-6-74-221-35  | weitere Bilder                     |
| Lange Gasse 13 (Standort)                                          | Wohnhaus                                   | ehemaliges Gasthaus Deutsche Eiche, Zweigeschossiger und traufständiger Satteldachbau mit Fachwerkobergeschoss in Ecklage, 1624 | D-6-74-221-36  | weitere Bilder                     |
| Lange Gasse 15 (Standort)                                          | Bauernhaus                                 | Zweigeschossiger und giebelständiger Mansardwalmdachbau mit rundbogiger Toreinfahrt, 18. Jahrhundert | D-6-74-221-37  | weitere Bilder                     |
| Lange Gasse 16 (Standort)                                          | Wohnhaus                                   | Zweigeschossiges und traufständiges Satteldachhaus mit Fachwerkobergeschoss, 1699 | D-6-74-221-38  | weitere Bilder                     |
| Lange Gasse 17 (Standort)                                          | Wohnhaus                                   | Zweigeschossiges und giebelständiges Kleinhaus mit Satteldach und verputztem Fachwerkobergeschoss, 18. Jahrhundert; an die Stadtmauer gebaut | D-6-74-221-122 | weitere Bilder                     |
| Marktplatz 1 (Standort)                                            | Wohn- und Geschäftshaus                    | Gestelztes zweigeschossiges und giebelständiges Satteldachhaus mit Fachwerkobergeschoss, in Ecklage, 1623, Torbogen zur Oberen Torstraße 1716 | D-6-74-221-39  | weitere Bilder                     |
| Marktplatz 2 (Standort)                                            | Wohnhaus                                   | Zweigeschossiges und giebelständiges mit Aufzugsgaube, Satteldachhaus, Fachwerk, korbbogige Toreinfahrt versteinert, 17. Jahrhundert | D-6-74-221-40  | weitere Bilder                     |
| Marktplatz 3 (Standort)                                            | Wohn- und Geschäftshaus                    | Zweigeschossiger und giebelständiger Halbwalmdachbau mit Pilastergliederung im Erdgeschoss und Fachwerkobergeschoss, 18. Jahrhundert | D-6-74-221-41  | weitere Bilder                     |
| Marktplatz 4 (Standort)                                            | Wohnhaus                                   | Gestelzter zweigeschossiger und giebelständiger Halbwalmdachbau, 15. Jahrhundert, mit Fachwerkobergeschoss, 16./17. Jahrhundert und Sitznischenportal, Renaissance, bezeichnet 1623 | D-6-74-221-42  | weitere Bilder                     |
| Marktplatz 5 (Standort)                                            | Ehemalige Ratsdienerwohnung und Hirtenhaus | Eingeschossiger und giebelständiger Satteldachbau mit Fachwerkgiebel, 17./18. Jahrhundert | D-6-74-221-43  | weitere Bilder                     |
| Marktplatz 7 (Standort)                                            |                                            | Wohnhaus, gestelztes zweigeschossiges und traufständiges Satteldachhaus mit Fachwerkobergeschoss, 18. Jahrhundert | D-6-74-221-44  | weitere Bilder                     |
| Marktplatz 8 (Standort)                                            | Rathaus                                    | Dreigeschossiger Satteldachbau mit Fachwerkobergeschoss, spitzbogigem Tor und Pranger, Erdgeschoss frühgotisch, 14. Jahrhundert, Fachwerk 1540 | D-6-74-221-45  | weitere Bilder                     |
| Marktplatz 9 (Standort)                                            | Bürohaus                                   | Ehemaliges von Rosenbach'sches Stadthaus, zweigeschossiger Mansardwalmdachbau mit Eckpilastern und flachem Portalrisalit mit Wappen, spätbarock, 1749/50 vermutlich von Jacob Reutti jun. (Zeil); Gartenmauer mit rustizierten Pfeilern und Aufsätzen, Sandstein, gleichzeitig                                | D-6-74-221-46  | weitere Bilder                     |
| Marktplatz 10 (Standort)                                           | Pfarrhaus                                  | ehemaliger Gasthof Grüner Baum, Zweigeschossiger und traufständiger Mansarddachbau mit gebändertem Mittelrisalit, Torbogen und Eckpilastern, klassizistisch, 1778 | D-6-74-221-47  | weitere Bilder                     |
| Mühlleitenweg (Standort)                                           | Kreuzschlepper                             | Figur auf wiederhergestelltem balusterförmigem Inschriftsockel, Sandstein, spätbarock, 1760 | D-6-74-221-88  | weitere Bilder                     |
| Obere Heppengasse 1 (Standort)                                     | Wohnhaus                                   | Zweigeschossiger Satteldachbau mit Fachwerkobergeschoss, 1710 (dendro.dat.) | D-6-74-221-154 | weitere Bilder                     |
| Obere Heppengasse 4 (Standort)                                     | Wohnhaus                                   | Zweigeschossiger und giebelständiger Satteldachbau mit Fachwerkobergeschoss, wohl um 1600 | D-6-74-221-48  | weitere Bilder                     |
| Bachbrücke Nähe Obere Scheuerngasse (Standort)                     | Standbild St. Johannes von Nepomuk         | 1740/50 (Kopie von 1985, Original seit 1989 im Landratsamt Haßfurt) | D-6-74-221-72  | Standbild St. Johannes von Nepomuk |
| Obere Scheuerngasse 3 (Standort)                                   | Wohnhaus                                   | Zweigeschossiger und giebelständiger Halbwalmdachbau, mit hofseitiger Laube und rückwärtigem Fachwerkgiebel, Sandsteinquader, 17. Jahrhundert | D-6-74-221-114 | weitere Bilder                     |
| Obere Scheuerngasse 3 (Standort)                                   | Hoftor                                     | Korbbogig, Sandsteinquader, historistisch, bezeichnet 1855 | D-6-74-221-114 | weitere Bilder                     |
| Obere Torstraße 1 (Standort)                                       | Gasthaus                                   | Ehemals „Zur Rose“, zweigeschossiger und traufseitiger Satteldachbau mit Fachwerkobergeschoss, Erdgeschoss mit geohrten Rahmen, bezeichnet 1819, Fachwerk zweite Hälfte 17. Jahrhundert | D-6-74-221-49  | weitere Bilder                     |
| Obere Torstraße 3 (Standort)                                       | Wohnhaus                                   | Zweigeschossiger und traufständiger Satteldachbau mit Fachwerkobergeschoss, Erdgeschoss Mischmauerwerk, Sandstein, Anfang 18. Jahrhundert | D-6-74-221-50  | weitere Bilder                     |
| Obere Torstraße 4 (Standort)                                       | Wohn- und Geschäftshaus                    | ehemalige Apotheke, zweigeschossiger Walmdachbau mit Fachwerkobergeschoss, Erdgeschoss mit Eckpilastern und geohrten Rahmen, um 1700 | D-6-74-221-51  | weitere Bilder                     |
| Obere Torstraße 5 (Standort)                                       | Wohnhaus                                   | Zweigeschossiges und traufständiges Satteldachhaus mit Fachwerkobergeschoss und Hofeinfahrt, bezeichnet 1740 | D-6-74-221-52  | weitere Bilder                     |
| Obere Torstraße 6 (Standort)                                       | Wohnhaus                                   | Zweigeschossiger und traufständiger Satteldachbau, Fachwerk, Erdgeschoss teilweise versteinert, bezeichnet 1706, vermutlich von Jörg Hoffmann | D-6-74-221-53  | weitere Bilder                     |
| Obere Torstraße 7 (Standort)                                       | Wohnhaus                                   | Zweigeschossiger und giebelständiger Satteldachbau mit Fachwerkobergeschoss, Erdgeschoss mit geohrten Rahmen, zweite Hälfte 17. Jahrhundert | D-6-74-221-54  | weitere Bilder                     |
| Obere Torstraße 8 (Standort)                                       | Wohnhaus                                   | ehemaliger Propstenhof des Klosters Michelfeld in der Oberpfalz, zweigeschossiger und traufständiger Satteldachbau mit Mittelrisalit, Zwerchhaus, dreiteiligem Portal und Hausteingliederungen, hochbarock, 1706 mit älterem Kern                                                                             | D-6-74-221-55  | weitere Bilder                     |
| Obere Torstraße 8 (Standort)                                       | Scheune                                    | Walmdachbau mit korbbogiger Toreinfahrt, Mischmauerwerk, Sandstein, bezeichnet 1733 | D-6-74-221-55  | Scheune                            |
| Obere Torstraße 9 (Standort)                                       | Schloss (jetzt Finanzamt)                  | ehemaliges fürstbischöflich bambergisches Schloss, zweigeschossige Dreiflügelanlage mit Walmdach, Treppenturm und Hausteingliederungen in Sandstein, Hof auf der Nordseite von Mauer geschlossen, barock, um 1700                                                                                             | D-6-74-221-56  | weitere Bilder                     |
| Obere Torstraße 14 (Standort)                                      | Wohnhaus                                   | ehemalige Fronveste, zweigeschossiger Walmdachbau mit Eckpilastern, Neubau 1757/58 von Stadtbaumeister Weiß (Bamberg), Umbau und Aufstockung 1793; an die spätmittelalterliche Stadtmauer (1378) angebaut | D-6-74-221-57  | weitere Bilder                     |
| Nähe Obere Torstraße (Standort)                                    | St. Johannes von Nepomuk                   | Auf neuem Sockel, Sandstein, Rokoko, um 1750/70 | D-6-74-221-80  | weitere Bilder                     |
| Speiersgasse 1 (Standort)                                          | Wohnhaus                                   | Zweigeschossiges und giebelständiges Satteldachhaus mit Fachwerkobergeschoss, 17. Jahrhundert | D-6-74-221-59  | weitere Bilder                     |
| Speiersgasse 3 (Standort)                                          | Wohnhaus                                   | Zweigeschossiges und giebelständiges Fachwerkhaus mit Satteldach und teilweise versteinertem Erdgeschoss, 1683 (dendro.dat.), im Kern 1459 (dendro.dat.); zugehörige Scheune, Fachwerk mit Satteldach, 1665 (dendro.dat.), im Kern 1547 (dendro.dat.).                                                        | D-6-74-221-60  | weitere Bilder                     |
| Speiersgasse 4; Obere Heppengasse 6 (Standort)                     | Wohnhaus                                   | Gestelzter zweigeschossiger Walmdachbau mit Fachwerkobergeschoss und rundbogiger Toreinfahrt, bezeichnet 1589 | D-6-74-221-61  | weitere Bilder                     |
| Speiersgasse 6 (Standort)                                          | Wohnhaus                                   | Zweigeschossiges und traufständiges Satteldachhaus mit Fachwerkobergeschoss, Tordurchfahrt und hofseitigem Laubengang, 1624 | D-6-74-221-62  | weitere Bilder                     |
| Speiersgasse 7 (Standort)                                          | Wohnhaus                                   | Zweigeschossiger und giebelständiger Halbwalmdachbau mit Fachwerkgiebel und geohrten Rahmen, wohl 17. Jahrhundert | D-6-74-221-63  | weitere Bilder                     |
| Speiersgasse 9 (Standort)                                          | Wohnhaus                                   | Zweigeschossiger und traufständiger Satteldachbau mit Fachwerkobergeschoss, Erdgeschoss mit geohrten Fensterrahmen und Torbogen, bezeichnet 1716, Oberstock bezeichnet 1717 CHZ (evtl. von Conrad Hoffmann), Stuckdecken                                                                                      | D-6-74-221-64  | weitere Bilder                     |
| Speiersgasse 10 (Standort)                                         | Wohnhaus                                   | Ehemals jüdisches Wohnhaus, zweigeschossiger und traufständiger Satteldachbau mit Fachwerkobergeschoss, bezeichnet 1583 | D-6-74-221-65  | weitere Bilder                     |
| Speiersgasse 11 (Standort)                                         | Wohnhaus                                   | Zweigeschossiger Mansardwalmdachbau, Hausteingliederungen in Sandstein, spätbarock, 1747 von Jacob Reutti jun., mit Hausmadonna, Sandstein, Rokoko, 18. Jahrhundert | D-6-74-221-66  | weitere Bilder                     |
| Speiersgasse 18 (Standort)                                         | Wohnhaus                                   | Ehemalige Synagoge und jüdische Schule, zweigeschossiger Walmdachbau in Ecklage, mit Kastenerker und Hausteingliederungen in Sandstein, wohl 19. Jahrhundert | D-6-74-221-67  | weitere Bilder                     |
| Speiersgasse 20 (Standort)                                         | Wohnhaus                                   | Zweigeschossiger Mansardwalmdachbau mit Fachwerkobergeschoss, bezeichnet 1722; an die Stadtmauer gebaut | D-6-74-221-68  | weitere Bilder                     |
| Speiersgasse 21 (Standort)                                         | Ehemalige Freyung                          | Gasthaus, zweigeschossiger und traufständiger Satteldachbau, Fachwerkobergeschoss mit genuteten Pilastern, 16. Jahrhundert, Erdgeschoss 16. Jahrhundert und 1843 | D-6-74-221-69  | weitere Bilder                     |
| Speiersgasse 21 (Standort)                                         | Ehemalige Freyung                          | Relief, Heiligen Heinrich und Kunigunde, Sandstein, spätgotisch, bezeichnet 1514 | D-6-74-221-69  | weitere Bilder                     |
| Speiersgasse 21 (Standort)                                         | Ehemalige Freyung                          | Brauerei Göller, zweigeschossiger und traufständiger Halbwalmdachbau, Sandsteinquaderwerk, neugotisch, bezeichnet 1920 | D-6-74-221-69  | weitere Bilder                     |
| Tuchanger (Standort)                                               | Tabernakelbildstock                        | Zweisäuliges Gehäuse auf Inschriftsockel, Rückwand mit Relief der Kreuzigung, Sandstein, spätbarock, um 1740/60 | D-6-74-221-78  | Tabernakelbildstock                |
| Untere Altach (Standort)                                           | Wegkreuz                                   | Dreinageltypus auf Inschriftsockel, Sandstein, nach 1912, renoviert 1988 | D-6-74-221-76  | Wegkreuz                           |
| Untere Heppengasse 3 (Standort)                                    | Scheune                                    | Eingeschossiger Satteldachbau, Fachwerk, 16. Jh. | D-6-74-221-165 | Scheune                            |
| Untere Scheuerngasse 2 (Standort)                                  | Wohnhaus                                   | Zweigeschossiger und traufständiger Halbwalmdachbau mit Fachwerkobergeschoss, 18. Jahrhundert | D-6-74-221-71  | weitere Bilder                     |

### Bischofsheim
| Lage                                                                                  | Objekt                                    | Beschreibung | Akten-Nr.      | Bild                                      |
| ------------------------------------------------------------------------------------- | ----------------------------------------- | --- | -------------- | ----------------------------------------- |
| Bischofsheim 20 (Standort)                                                            | Ehemaliges Gemeindehaus                   | eingeschossiger und traufständiger Halbwalmdachbau mit verschiefertem Dachreiter mit Zwiebelhaube, Massivbau, frühes 19. Jahrhundert; Grabstein des Christoph Fuchs von Bimbach, Sandstein, Renaissance, bezeichnet 1591, eingemauert. | D-6-74-221-93  | weitere Bilder                            |
| Bischofsheim 20 (Standort)                                                            | Grabstein des Christoph Fuchs von Bimbach | Sandstein, Renaissance, bezeichnet 1591, eingemauert | D-6-74-221-93  | Grabstein des Christoph Fuchs von Bimbach |
| Bischofsheim 21 (Standort)                                                            | Wohnhaus                                  | ehemaliger Edelsitz, zweigeschossiger und massiver Walmdachbau mit geohrten Fensterrahmungen, 17./18. Jahrhundert | D-6-74-221-94  | weitere Bilder                            |
| Bischofsheim 21 (Standort)                                                            | Wappenstein                               | Portal mit Wappenstein, Sandstein, bezeichnet 1567. | D-6-74-221-94  | Wappenstein                               |
| Schopfengrund; nordöstlich des Ortes auf dem südlichen Sporn des Mausbergs (Standort) | Sogenanntes Hohes Haus                    | Ruinenreste eines Turmhauses, Mischmauerwerk mit Quadern und Bruchstein, Gewölbereste eines Kellers, 14. Jahrhundert | D-6-74-221-115 | weitere Bilder                            |

### Krum
| Lage                                                    | Objekt                                    | Beschreibung | Akten-Nr.      | Bild                    |
| ------------------------------------------------------- | ----------------------------------------- | --- | -------------- | ----------------------- |
| Hohe Wann (Standort)                                    | Kruzifix                                  | Dreinageltypus auf Sockel, Sandstein, Mitte 19. Jahrhundert, Kreuz 1960 erneuert, in Einfriedung aus Sandsteinpfosten, bezeichnet 1793, 1993 erneuert             | D-6-74-221-121 | Kruzifix                |
| In Krum (Standort)                                      | Einfriedungsmauer                         | Mischmauerwerk aus Bruch- und Haustein, 19. Jahrhundert | D-6-74-221-120 | Einfriedungsmauer       |
| In Krum (Standort)                                      | Friedhofskreuz                            | Dreinageltypus auf Inschriftsockel, Sandstein, neuromanisch, bezeichnet 1893                                                                                      | D-6-74-221-120 | Friedhofskreuz          |
| In Krum (Standort)                                      | Priestergrab                              | Stele mit Christuskopf auf Hermenpfeiler, Neuklassizismus, Sandstein mit Marmortafel, 1912                                                                        | D-6-74-221-120 | Priestergrab            |
| Krum 22 (Standort)                                      | Katholische Pfarrkirche St Peter und Paul | Saalbau Chorturm, Satteldach und Giebelfassade, Werksteingliederungen in Sandstein, spätbarock, Langhaus 1758, Turmuntergeschoss 15. Jahrhundert; mit Ausstattung | D-6-74-221-95  | weitere Bilder          |
| Krum 24 (Standort)                                      | Ehemalige Schule                          | zweigeschossiger Walmdachbau mit rustiziertem Erdgeschoss, Rundbogenstil, um 1830                                                                                 | D-6-74-221-96  | Ehemalige Schule        |
| Nähe Pfarrgasse; östlich des Kriegerdenkmals (Standort) | Bildstock                                 | Säule und vierseitiger Tabernakelaufsatz mit Kreuzigung, Muttergottes, Hll. Michael und Nikolaus, Sandstein, spätbarock, 1724                                     | D-6-74-221-98  | BW                      |
| Vorstadt; an der Bachbrücke (Standort)                  | St Johannes von Nepomuk                   | Figur auf Inschriftsockel, Sandstein, bezeichnet 1885 | D-6-74-221-100 | St Johannes von Nepomuk |
| Vorstadt 9 (Standort)                                   | Wohnhaus                                  | ehemaliges Hirtenhaus, eingeschossiger und giebelständiger Satteldachbau, Fachwerk, um 1700                                                                       | D-6-74-221-97  | Wohnhaus                |

### Schmachtenberg
| Lage                           | Objekt                   | Beschreibung | Akten-Nr.      | Bild           |
| ------------------------------ | ------------------------ | --- | -------------- | -------------- |
| Bamberger Straße 41 (Standort) | Gasthaus                 | sogenanntes Weißes Haus, ehemaliges Weinbergverwalterhaus, schlossartige Anlage, zweigeschossiger Walmdachbau mit Eckpilastern und flachem Mittelrisalit, Sandstein, barock, 17. und 18. Jahrhundert | D-6-74-221-104 | Gasthaus       |
| Bamberger Straße 41 (Standort) | Kalterhaus               | Halbwalmdachbau mit Remise, Sandsteinquader, 18. Jahrhundert; Brunnenhäuschen, Rundbau mit Zeltdach und korbbogiger Tür, Sandstein, wohl 18. Jahrhundert                                             | D-6-74-221-104 | BW             |
| In Schmachtenberg (Standort)   | Bildstock                | Kantpfeiler mit vierseitigem Reliefaufsatz, Kreuzigung, Mondsichelmadonna und Beweinung, Sandstein, Renaissance, 1597                                                                                | D-6-74-221-103 | weitere Bilder |
| Leitenbach (Standort)          | Burgruine Schmachtenberg | erhalten Vierecksbering mit Teilen der Umfassungsmauer und zwei runde Flankentürme, im Inneren Gebäudereste und Mauerzüge, Haustein, um 1430, nach 1554 aufgegeben                                   | D-6-74-221-101 | weitere Bilder |
| Schmachtenberg 43 (Standort)   | Schloss                  | ehemaliger Gutshof, zweigeschossiger Satteldachbau mit Ecktürmen, teilweise Fachwerk, im Kern 17. Jahrhundert, im 19. und 20. Jahrhundert umgestaltet                                                | D-6-74-221-102 | weitere Bilder |
| Schmachtenberg 43 (Standort)   | Nebengebäude             | südlich eingeschossiger langgestreckter Satteldachbau, Quadermauerwerk, 19. Jahrhundert | D-6-74-221-102 | weitere Bilder |
| Schmachtenberg 43 (Standort)   | Scheune                  | nördlich, gestelzter und traufständiger Satteldachbau aus Fachwerk, 18./19. Jahrhundert | D-6-74-221-102 | weitere Bilder |

### Sechsthal
| Lage                    | Objekt          | Beschreibung | Akten-Nr.      | Bild           |
| ----------------------- | --------------- | --- | -------------- | -------------- |
| Sechsthal 1 (Standort)  | Ehemalige Mühle | eingeschossiger Halbwalmdachbau über Hakengrundriss, Fachwerk, Erdgeschoss teilweise versteinert, bezeichnet 1811 | D-6-74-221-106 | weitere Bilder |
| Sechsthal 19 (Standort) | Bauernhof       | zweigeschossiger und giebelständiger Halbwalmdachbau mit Fachwerkobergeschoss, bezeichnet 1827                    | D-6-74-221-107 | weitere Bilder |
| Sechsthal 19 (Standort) | Fußgängerpforte | Pfeiler mit Aufsatz und Portal mit Segmentbogensturz, bezeichnet 1845                                             | D-6-74-221-107 | weitere Bilder |

### Ziegelanger
| Lage                                                 | Objekt                     | Beschreibung | Akten-Nr.      | Bild                       |
| ---------------------------------------------------- | -------------------------- | --- | -------------- | -------------------------- |
| Bergstraße; In Ziegelanger; Steinhauerweg (Standort) | Kriegerdenkmal für 1914/18 | Obelisk auf Inschriftsockel, Sandstein, am Sockel bezeichnet 1920                                                                              | D-6-74-221-117 | Kriegerdenkmal für 1914/18 |
| Bergstraße; Steinhauerweg (Standort)                 | Bildstock                  | Pfeiler mit Volutenkapitell, rundbogiger Aufsatz mit Reliefs Christi in der Rast und Kreuzigung, Sandstein, neubarock, bezeichnet 1878; im Ort | D-6-74-221-108 | Bildstock                  |
| Stänglein (Standort)                                 | Friedhofskreuz             | Dreinageltypus auf Inschriftsockel, Sandstein, bezeichnet 1925                                                                                 | D-6-74-221-109 | Friedhofskreuz             |
| Ziegelanger 3 (Standort)                             | Wohnhaus                   | eingeschossiger Walmdachbau mit geohrten Fenstern, 18. Jahrhundert                                                                             | D-6-74-221-118 | weitere Bilder             |
| Ziegelanger 16 (Standort)                            | Wohnhaus                   | eingeschossiger Satteldachbau, Giebel mit Zierfachwerk, 17. Jahrhundert, Erdgeschoss 19. Jahrhundert                                           | D-6-74-221-119 | weitere Bilder             |

## Ehemalige Baudenkmäler
In diesem Abschnitt sind Objekte aufgeführt, die früher einmal in der Denkmalliste eingetragen waren, jetzt aber nicht mehr. Objekte, die in anderem Zusammenhang – also z. B. als Teil eines Baudenkmals – weiter eingetragen sind, sollen hier nicht aufgeführt werden. Aktennummern in diesem Abschnitt sind ehemalige, jetzt nicht mehr gültige Aktennummern.

| Lage                                  | Objekt                   | Beschreibung                                                                       | Akten-Nr.     | Bild        |
| ------------------------------------- | ------------------------ | ---------------------------------------------------------------------------------- | ------------- | ----------- |
| Zeil am Main Lange Gasse 2 (Standort) | Wappenstein              | Bezeichnet 1552                                                                    | D-6-74-221-31 | Wappenstein |
| Bamberger Straße 42 (Standort)        | Sockel eines Standbildes | Ende 18. Jahrhundert, im Vorgarten der Gärtnerei von Beulwitz nicht mehr vorhanden | D-6-74-221-75 | BW          |